# Architecture moderniste en Belgique

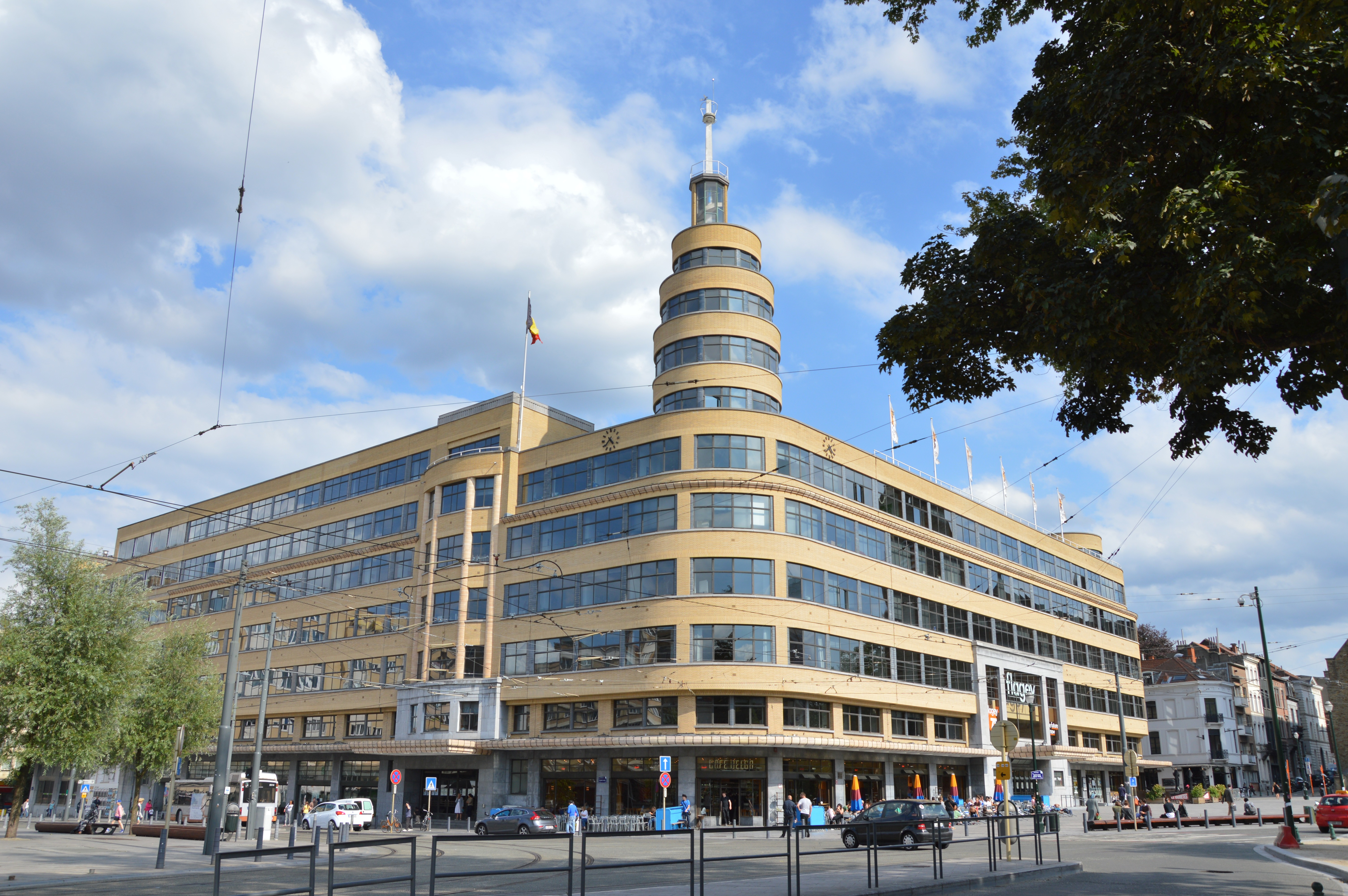
Ancien Institut national de Radiodiffusion
(Joseph Diongre 1933-1939).

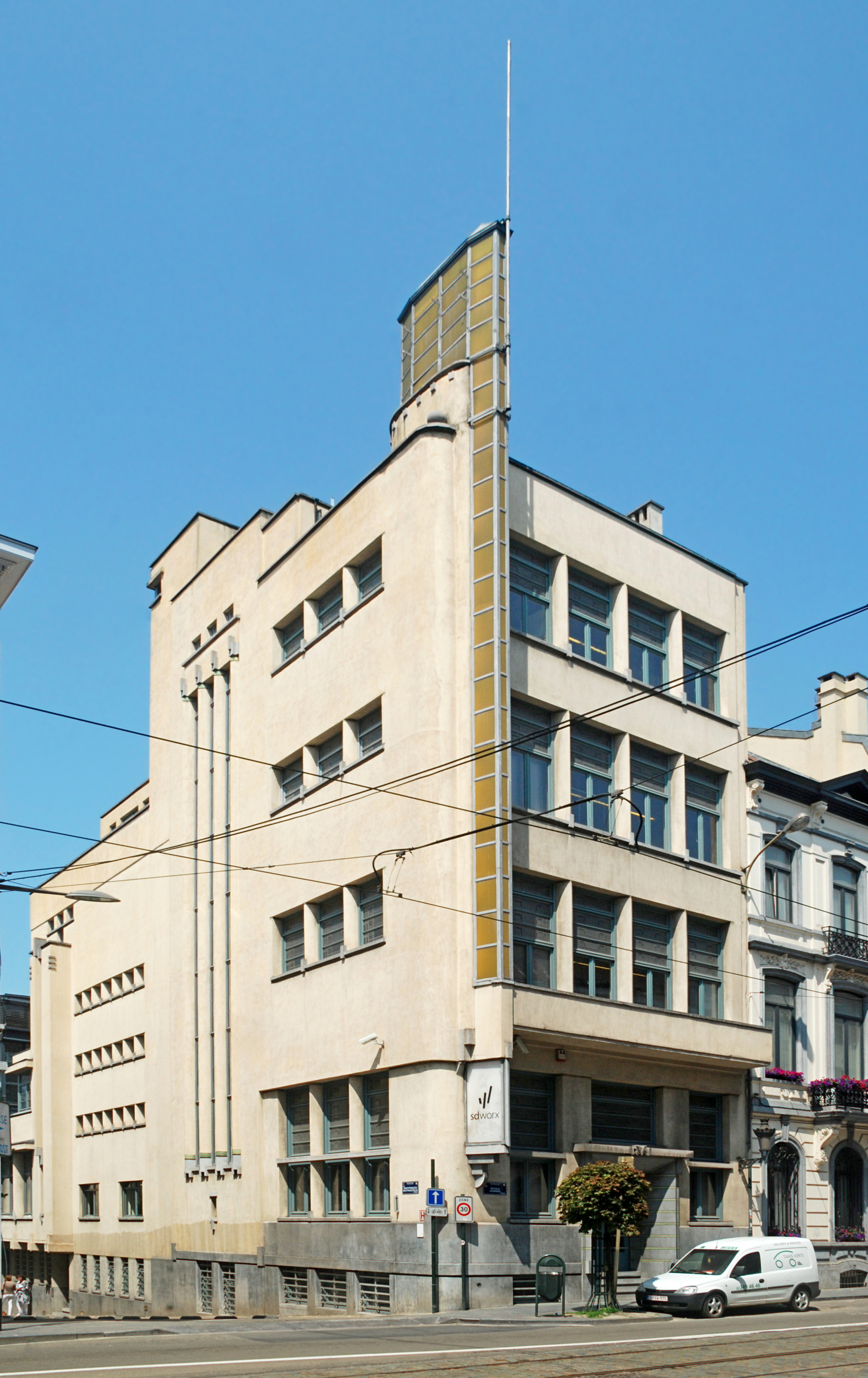
Ancien immeuble de bureaux de la compagnie Rotterdamsche Verzekering Societeiten à Bruxelles
(Jos Duijnstee 1936-1938).

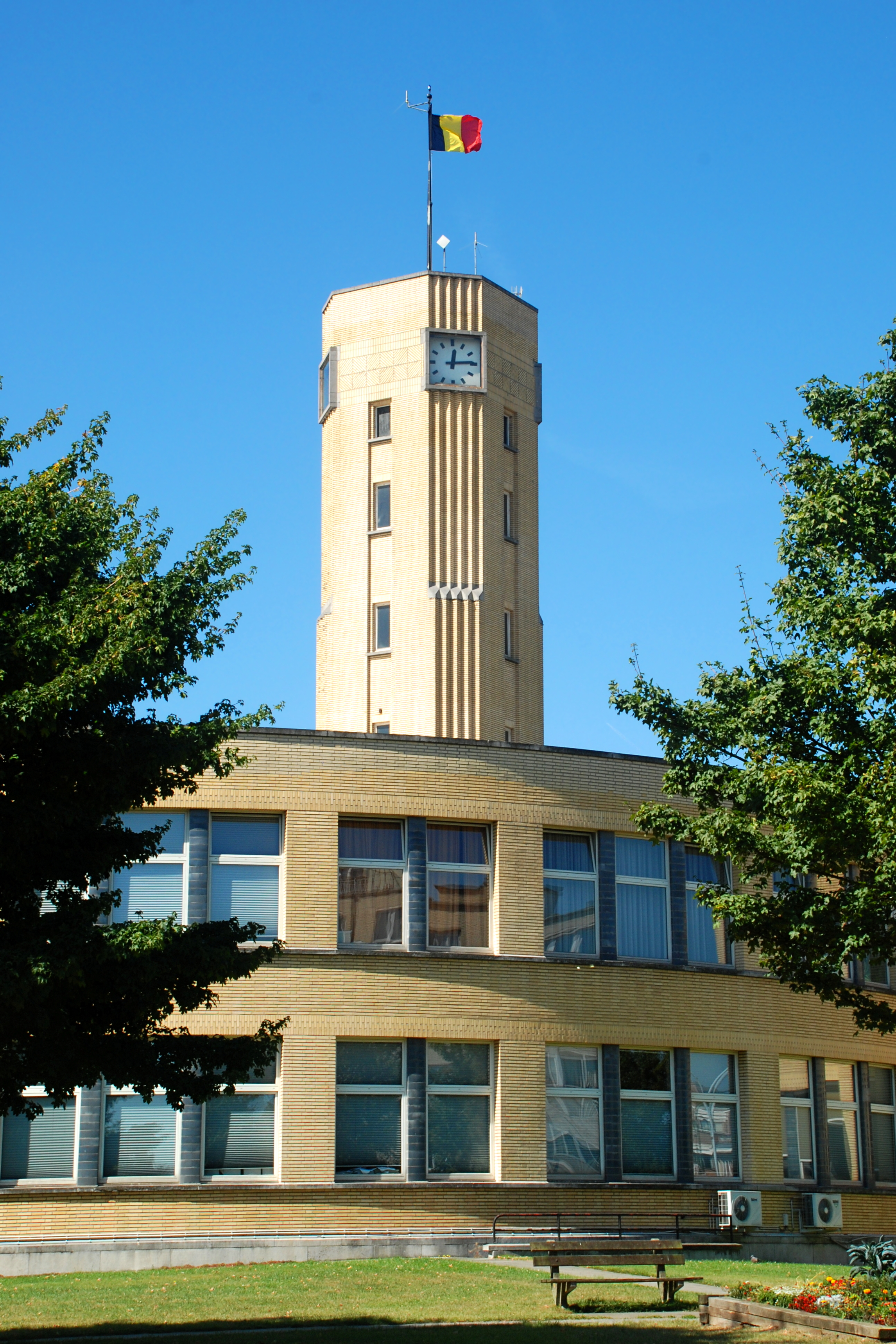
Maison communale de Woluwe-Saint-Lambert
(Joseph Diongre 1939).

L'architecture moderniste (également appelée mouvement moderne ou modernisme) apparaît en Belgique en 1919 et se développe tout au long des années 1920 et 1930, en concurrence avec l'Art déco et le style Beaux-Arts (terme qui désigne en Belgique l'ultime résurgence de l'architecture éclectique).

## Modernisme versus Art déco
Au sortir de la Première Guerre mondiale, l'Art nouveau s'efface pour laisser la place à trois des quatre styles architecturaux qui marqueront l'entre-deux-guerres :
- le style Beaux-Arts, dénomination donnée en Belgique à l'ultime avatar de l'architecture éclectique ;
- l'Art déco ;
- le modernisme.

Le grand public confond souvent le modernisme et l'Art déco et pourtant tout oppose ces deux styles, qui n'ont en commun que l'époque.
L'Art déco, expression née en 1968 pour qualifier une certaine partie de l'architecture de l'entre-deux-guerres, est un style qui s'adresse à « une bourgeoisie et une classe moyenne en quête de représentation » : à ce titre, il recourt à une ornementation abondante, utilisant le marbre, les ornements en fer forgé martelé, les bas-reliefs, les frises et moulures dorées et même les colonnes et pilastres inspirés de l'antique.
Cependant, il est impossible de réduire toute la production architecturale Art déco de l'entre-deux-guerres à une liste de caractéristiques ornementales, du fait du caractère hétéroclite de cette production. L'Art déco est bel et bien une architecture de compromis, émergeant dans une société avide de changement, qui ne saurait choisir entre un modernisme balbutiant encore mésestimé et un académisme jugé dépassé. Par un retour dans certains cas à une rigueur classicisante, l'architecture Art déco constitue également une réaction face aux excès de l'architecture de « style nouille », expression méprisante qualifiant certaines dérives ornementales de l'Art nouveau (notamment français), dénoncées dès les années 1900 et surtout 1910, période à laquelle les premières expressions architecturales de l'Art déco voient le jour, notamment en France.
Contrairement à certaines expressions de l'Art déco, le modernisme tourne le dos aux traditions stylistiques, caractéristiques de l'architecture du XIXe siècle, rejette toute ornementation et privilégie la fonctionnalité. Il peut se définir comme un jeu de volumes et de surfaces, méritant dans certains cas la dénomination d'architecture cubiste. Le « modernisme est surtout défendu par des architectes qui rejettent l'idée même de style et demandent que l'architecture exprime les aspirations de progrès et de démocratie d'un futur idéalisé ».

## Historique

### Antoine Pompe, le précurseur
En Belgique, l'architecte Antoine Pompe fait figure de précurseur du modernisme dès 1910 avec la Clinique du Docteur Van Neck, qui est à mi-chemin entre l'Art nouveau géométrique et le modernisme.

### Les prémices du modernisme: la guerre et les besoins de la reconstruction
« L'avancée des troupes allemandes en Belgique en août 1914 s'accompagne de la destruction systématique de plusieurs villes belges ». La pénurie de logements induite en Belgique par ces destructions est estimée à 200 000.
À la suite de ces ravages, plusieurs conférences internationales abordent dès 1915 la problématique du logement, comme la Reconstruction Conference, organisée en 1915 à Londres par l'International Garden Cities and Town Planning sous la direction de l'architecte Raymond Unwin, et qui constitue un événement décisif pour l'adoption du principe de la cité-jardin pour la reconstruction à venir,.
Par ailleurs, durant la Guerre, « nombre d'architectes et d'urbanistes modernistes belges (Huib Hoste, Louis Van der Swaelmen, J.-J. Eggericx, R. Verwilghen, R. Moenaert) s'exilent en Grande-Bretagne, en France ou aux Pays-Bas, où ils se familiarisent avec les théories urbanistiques, architecturales et sociales progressistes ». Des groupes d'études se forment à Londres, à Paris et aux Pays-Bas, comme « le Comité néerlando-belge d'Art civique, fondé en 1915, qui réunit entre autres les architectes hollandais Berlage et Cuypers ainsi que les Belges Huib Hoste et Louis Van der Swaelmen », le Belgian Town Planning Committee à Londres et la Commission d'étude franco-belge à Paris,.
Les architectes et urbanistes belges découvrent ainsi durant la Guerre le concept de la cité-jardin développé « en Grande-Bretagne à la fin du XIXe siècle en réaction au développement urbain désordonné principalement dû à une industrialisation urbaine excessive » par des théoriciens anglais dont Ebenezer Howard dès 1898 et mis en œuvre par Raymond Unwin dès 1904-1905 avec les cités-jardins de Letchworth et de Hampstead,.

### L'essor du modernisme durant les années 1920

#### Les cités-jardins
À l'issue de la Première Guerre mondiale, les besoins de la reconstruction sont énormes en Belgique.
En octobre 1919 est créée la Société nationale des logements et des habitations à bon marché (SNLHBM),.
Les architectes ont alors à choisir entre le bloc de logements communs et la cité-jardin : cette dernière l'emporte car « elle se rapproche du faubourg verdoyant des classes aisées et devient donc le symbole de l'émancipation des travailleurs alors que le bloc d'habitations évoque l'image des casernes locatives du XIXe siècle ».
Le modernisme prend donc son envol en Belgique dès 1919 avec le développement d'un grand nombre de cités-jardins promues par ces architectes et urbanistes réfugiés en Angleterre durant la Première Guerre mondiale, et dont la figure de proue est incontestablement l'urbaniste Louis Van der Swaelmen qui supervisa la réalisation de cinq d'entre elles. Entre 1920 et 1930, une trentaine d'architectes belges travaillent sur des projets de cités-jardins, qui peuvent être regroupés en trois catégories, dont seule la première relève du modernisme :
- les ensembles dont les volumes peuvent être considérés comme cubistes (Cité Moderne à Berchem-Sainte-Agathe, cité-jardin du Kapelleveld à Woluwe-Saint-Lambert et Kleine Rusland à Zelzate[9],[10],[11],[7]) ;
- les ensembles qui relèvent de modèles régionalistes et de la tradition des cottages anglais (cités La Roue, Le Logis-Floréal, Moortebeek, Verregat, cité Diongre, Heymbosch, Heideken, Bon Air, Forest-Vert, Homborch, Joli-Bois, Transvaal et Terdelt à Bruxelles) ;
- les ensembles qui s'inspirent des villages ouvriers, des béguinages, de l'habitation rurale et des immeubles de rapport (cités Janson, Wannecouter, Villas, Clos Saint-Martin, cité de Saulnier, Noget, Errera, Volta, Het Krietiekpad à Bruxelles ; cité Zuid-Australië à Lierre).

#### Les églises modernistes
Sous l'influence de l'église Notre-Dame du Raincy construite en 1922-1923 près de Paris par Auguste Perret, la Belgique voit apparaître à partir de 1923 une série d'églises modernistes, réalisées en béton armé (église Saint-Jean-Baptiste de Molenbeek, église Saint-Augustin de Forest, église Sainte-Alène de Saint-Gilles, église Sainte-Suzanne de Schaerbeek), en briques (Zonnebeke, Église des Saints-Pierre-et-Paul à Neder-Over-Heembeek) ou au moyen d'une combinaison de ces deux matériaux (Genval).

#### Les maisons modernistes

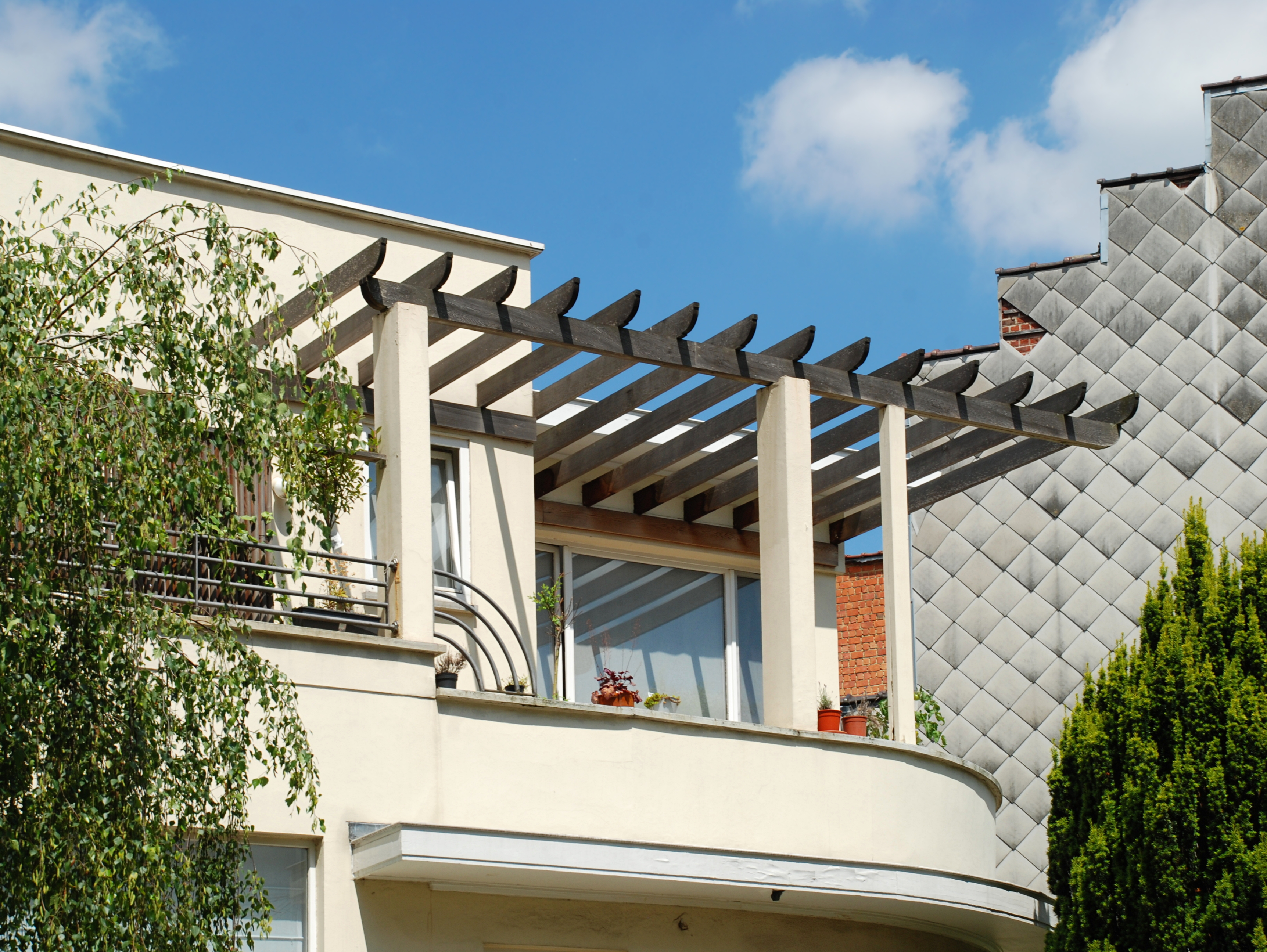
Terrasse typique des maisons modernistes
(Govaerts et Van Vaerenbergh, 1932,
rue de la Duchesse 2).

Durant les années 1920 apparaissent également des maisons particulières de style moderniste, voire cubiste, souvent enduites et peintes en blanc ou en gris clair, comme, entre autres, les réalisations de l'architecte brugeois Huib Hoste qui « jongle avec des juxtapositions de volumes cubiques, à l'exemple du Stijl hollandais »,.
Certaines de ces maisons appliquent, en tout ou en partie, les éléments de doctrine du mouvement moderne, tels que les avait formulés en 1926 l'architecte (suisse à l'époque) Charles-Édouard Jeanneret-Gris, dit Le Corbusier, dans ses « Cinq points d'une architecture nouvelle », :
1. Le toit-terrasse ou toit-jardin ;
2. Les fenêtres horizontales ou fenêtres en bandeau ;
3. Le plan libre ;
4. La façade libre ;
5. Les pilotis.

### Les années 1930
Si, avant 1930, les architectes modernistes belges s'intéressent aux cités-jardins mais pas aux tours, « la situation change de manière radicale en 1930 avec la tenue, à Bruxelles, du 3e Congrès international d'Architecture moderne (CIAM). Le Corbusier y expose son projet de « ville radieuse » et un consensus s'établit sur l'abandon de la cité-jardin au profit de l'immeuble en hauteur comme solution optimale au problème de l'habitat social »,.
Si les immeubles à appartements modernistes font leur apparition en 1928-1929 avec l'immeuble « Naïlis » de Victor Bourgeois et le « Lunatheather » de Marcel Driesman, la figure de proue en cette matière sera cependant Jean-Florian Collin, le fondateur de la société Etrimo.[réf. nécessaire]
Les édifices publics de style moderniste n'apparaissent en Belgique qu'à partir des années 1930, le vaisseau amiral de cette catégorie étant le siège de l'Institut National de Radiodiffusion, œuvre majeure de Joseph Diongre, sise place Flagey à Ixelles.[réf. nécessaire]
Durant les années 1930, le modernisme se pare de variations sur le thème des paquebots transatlantiques qui lui vaudront le surnom de style paquebot : tour évoquant la cheminée d'un paquebot (comme celles qui dominent la silhouette de l'Ancienne imprimerie du quotidien Le Peuple, de l'ancien immeuble de bureaux de la compagnie RVS, de l'Institut National de Radiodiffusion ou de la maison communale d'Evere), balcons courbes semblables à des bastingages, mâts, hampes de drapeaux, hublots, mouvements de vagues dans la façade, etc..

Style paquebot : tours évoquant la cheminée d'un paquebot
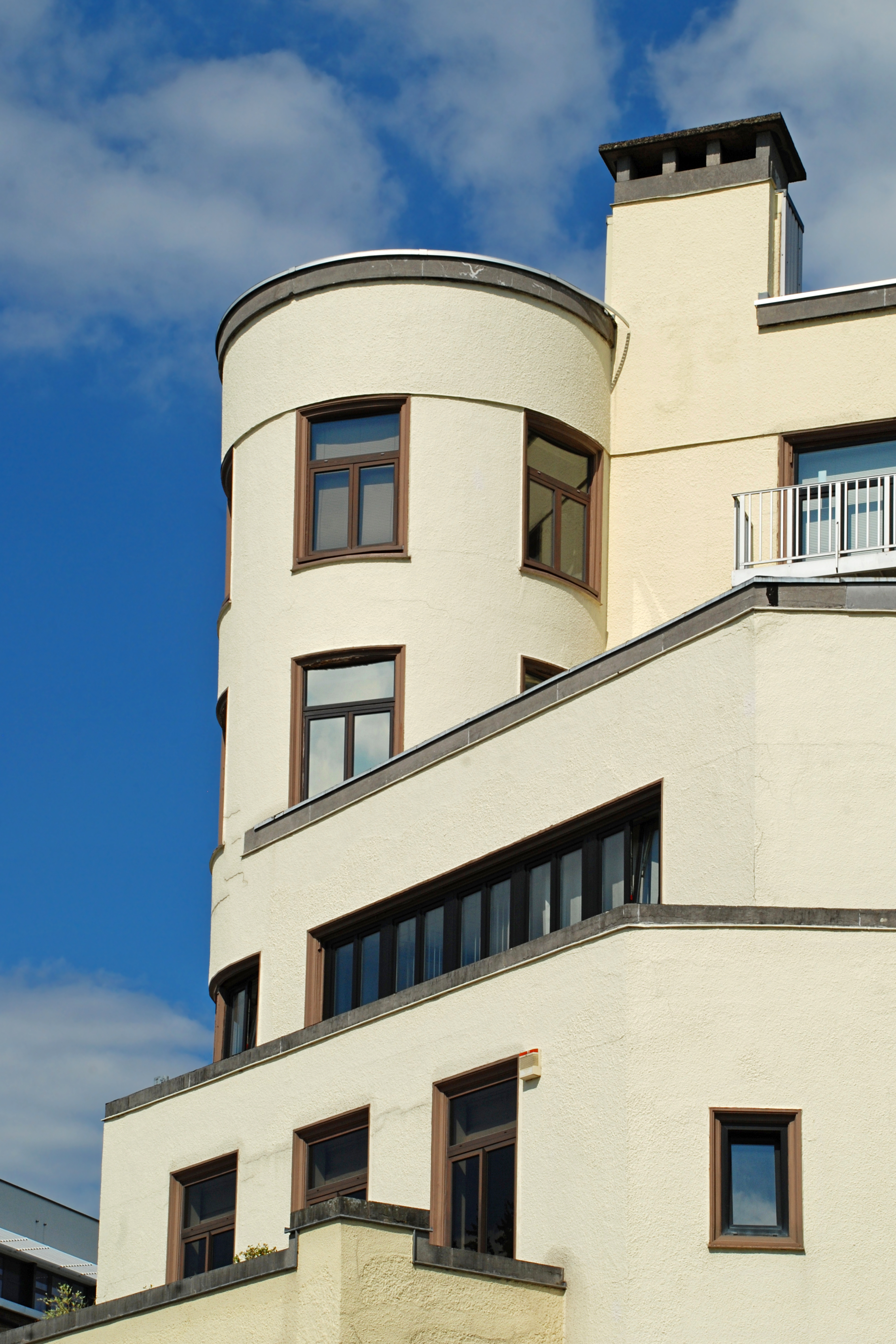
Maison Blomme (Adrien Blomme 1928).
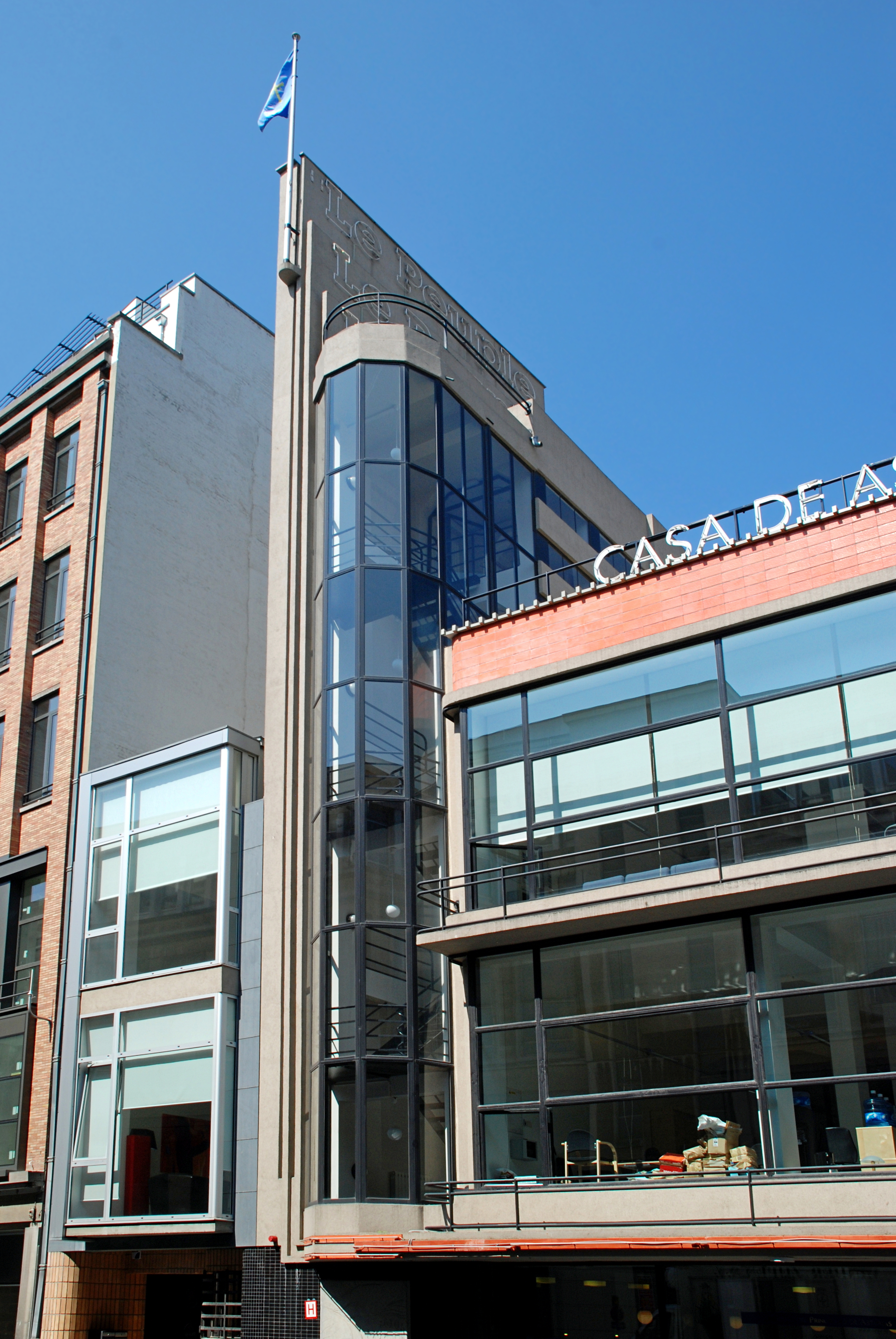
Ancienne imprimerie du quotidien Le Peuple (Fernand Brunfaut 1931).
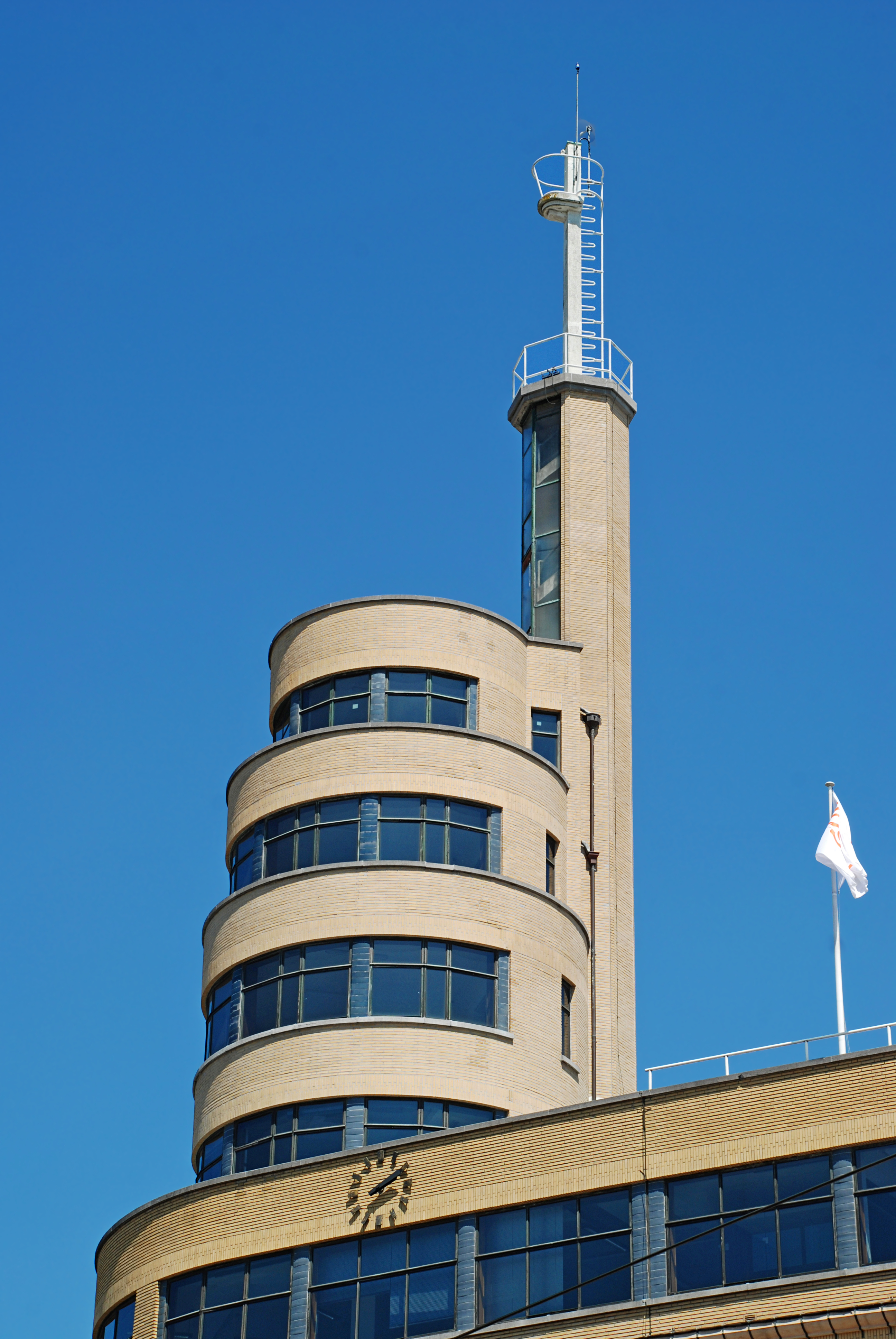
Institut National de Radiodiffusion (Joseph Diongre 1933).
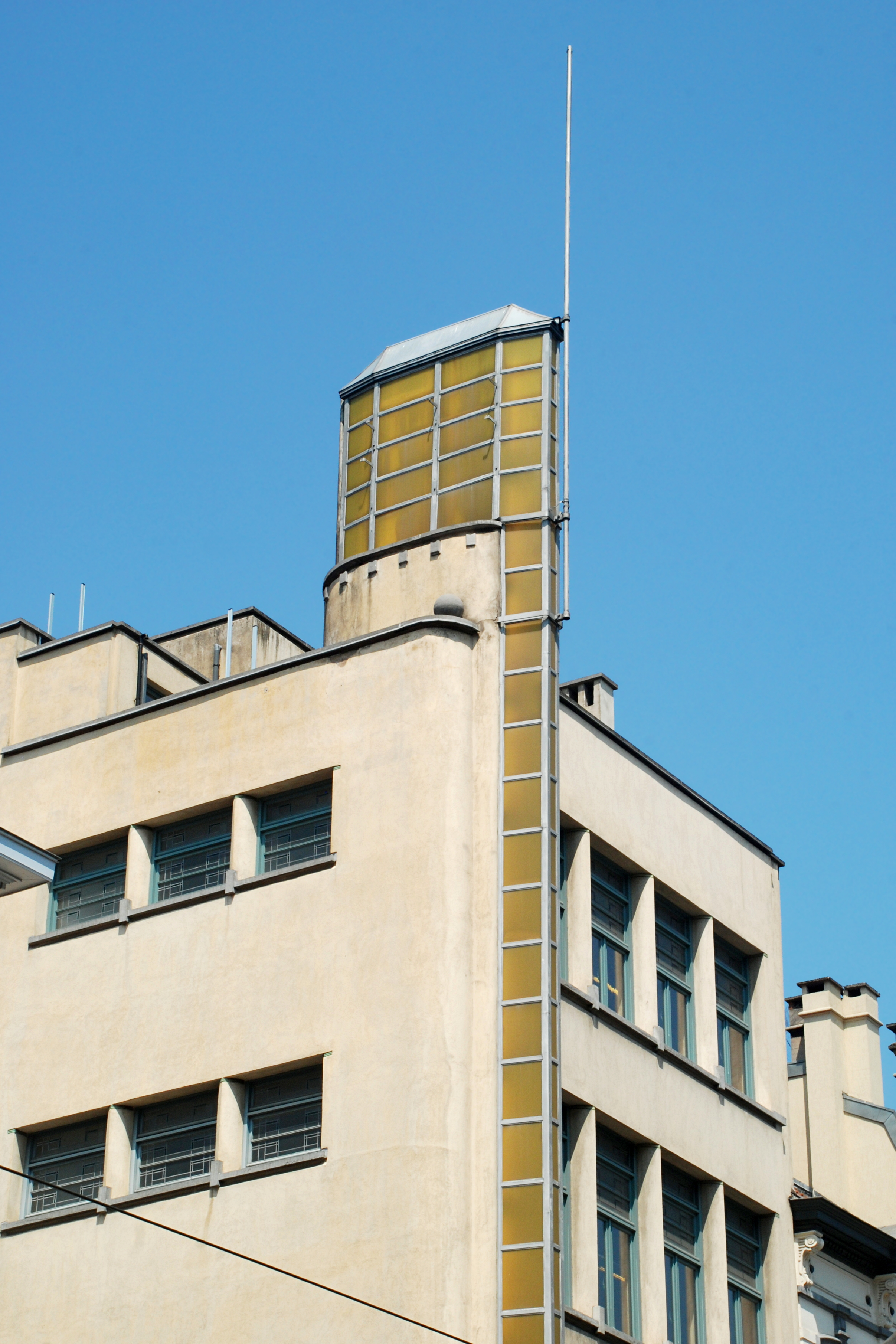
Ancien immeuble de bureaux de la compagnie RVS (Jos Duijnstee 1936-1938).

### Mutation du modernisme en fonctionnalisme
Après la Seconde Guerre mondiale, le modernisme mutera et engendrera le fonctionnalisme qui dominera les années 1950, 1960 et 1970 : « Il faudra attendre le changement d'échelle introduit par la reconstruction et l'équipement du pays après la Seconde Guerre mondiale pour que le modernisme s'impose par son seul aspect économique. Mais il s'appliquera alors à de grands ensembles et des opérations d'envergure qui révéleront son inhumanité et lui feront perdre sa dimension poétique ».

## Principales réalisations modernistes en Belgique

### Cités-jardins
Comme il a été dit plus haut, une trentaine d'architectes belges travaillent entre 1920 et 1930 sur de nombreux projets de cités-jardins (dont 25 rien que dans l'agglomération bruxelloise,), mais seules quelques-unes peuvent être qualifiées de modernistes ou cubistes,,,, :
- 1921-1928 Cité-jardin Kleine Rusland à Zelzate : urbaniste Louis Van der Swaelmen, architectes Huib Hoste, Charles Hoge et Gerald Hoge[20] ;
- 1922-1925 Cité Moderne à Berchem-Sainte-Agathe : architecte et urbaniste Victor Bourgeois, urbaniste Louis Van der Swaelmen[21],[22],[23] ;
- 1923-1926 Cité-jardin du Kapelleveld à Woluwe-Saint-Lambert : urbaniste Louis Van der Swaelmen, architectes Antoine Pompe, Huib Hoste, Jean-François Hoeben et Paul Rubbers[4],[14],[24],[25].

Cités-jardins modernistes à Bruxelles.
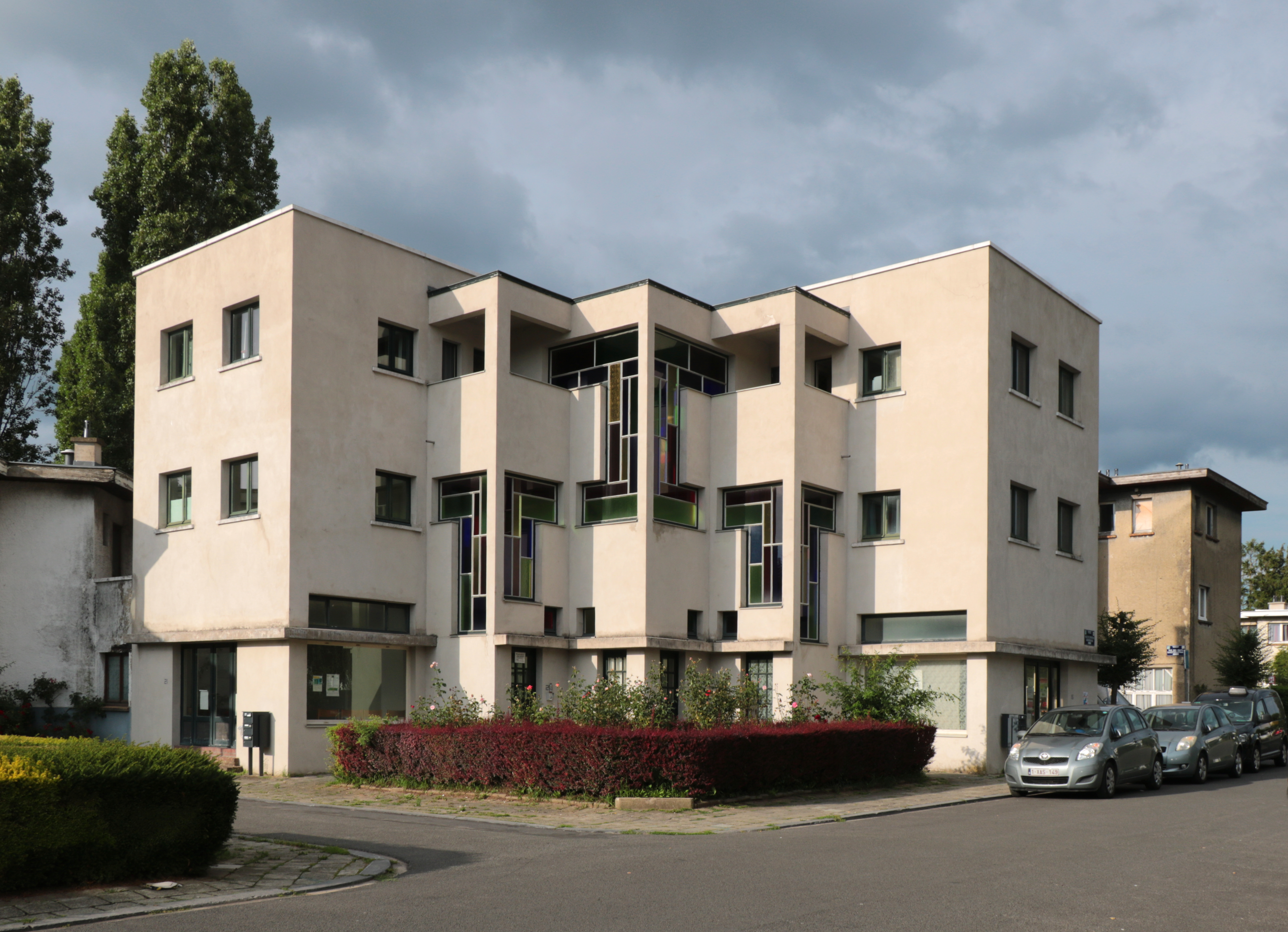
Cité Moderne - place des Coopérateurs.
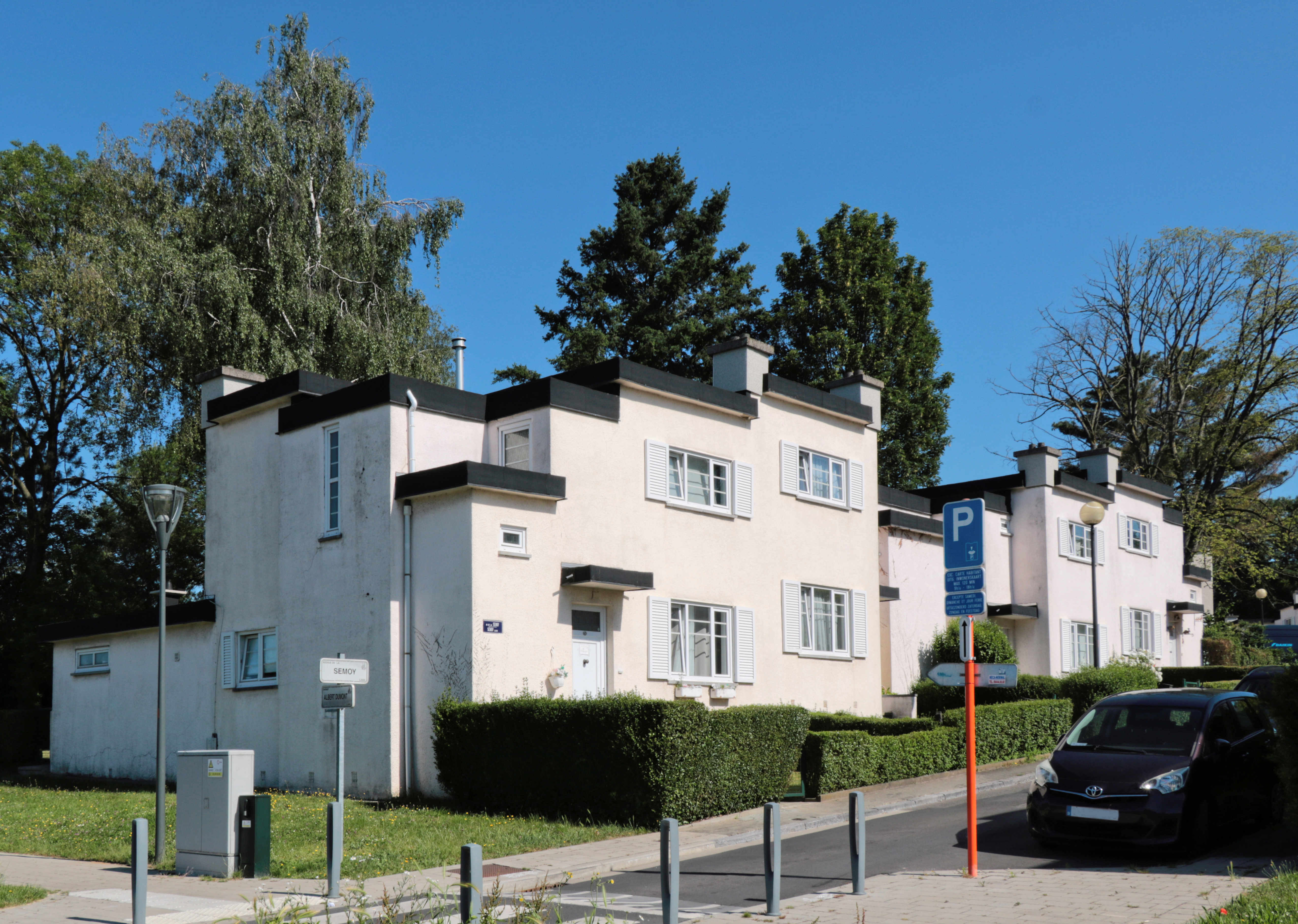
Cité-jardin du Kapelleveld - avenue de la Semoy no 58
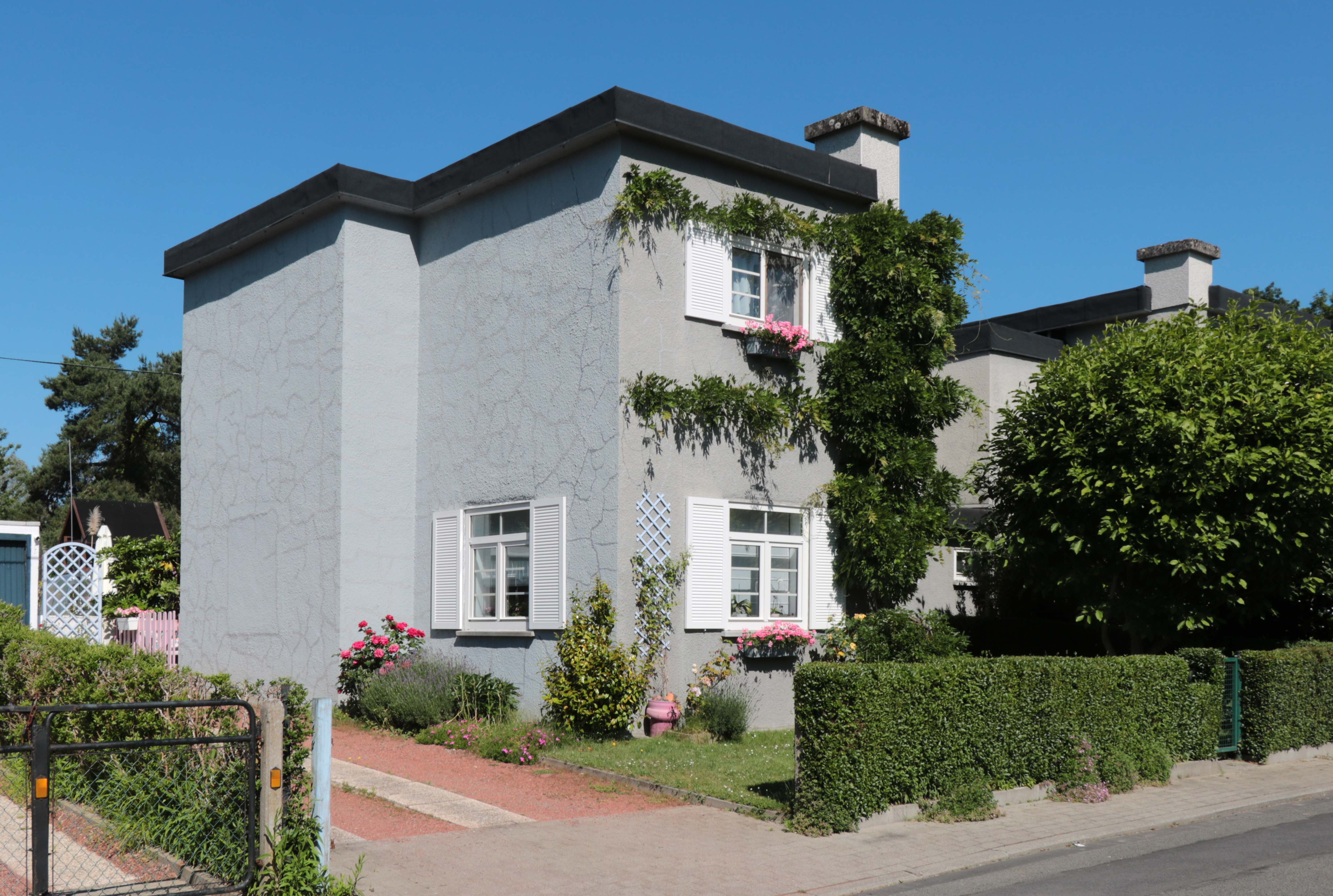
Kapelleveld - avenue du Bois Jean no 34.

### Églises

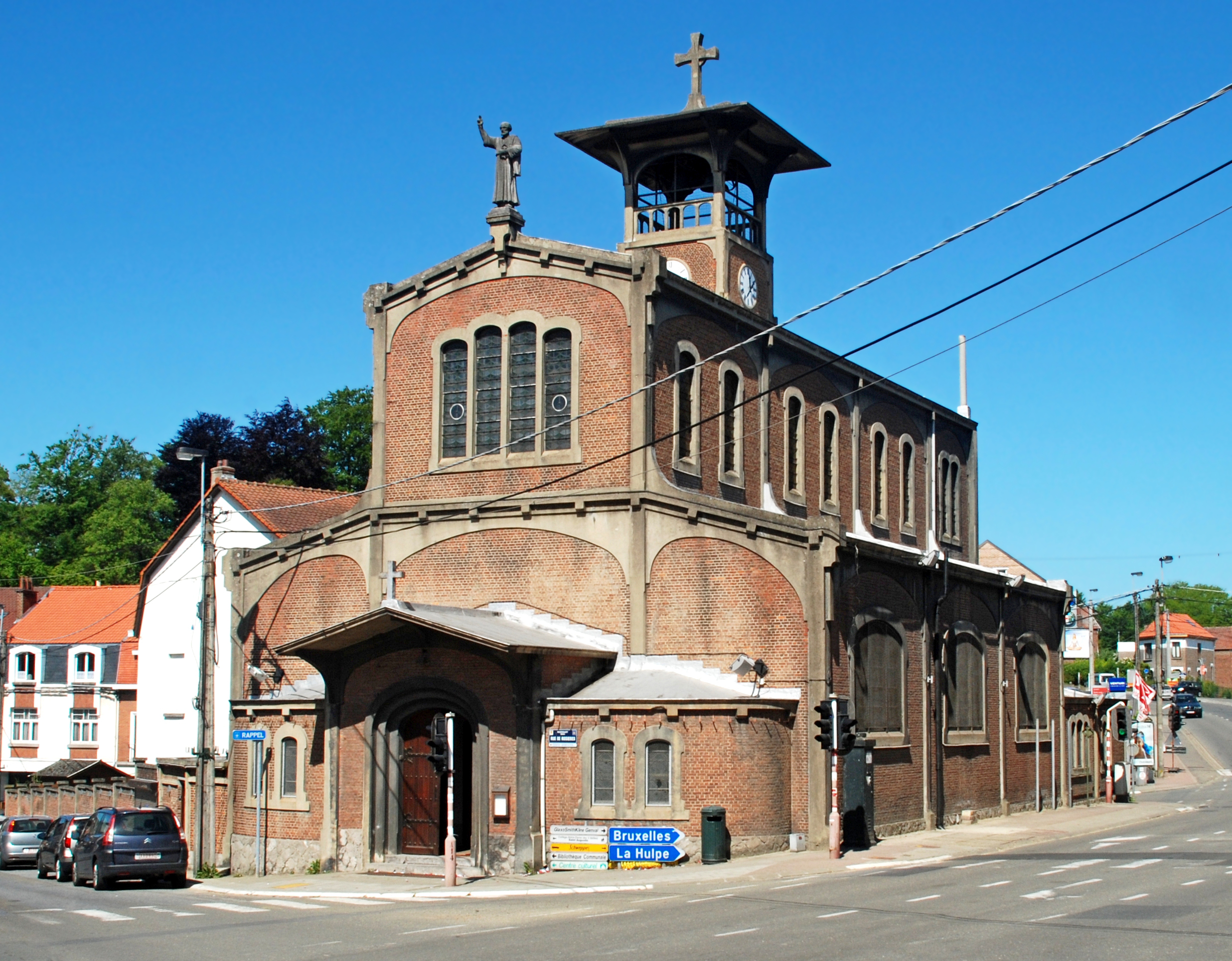
Église Saint-Pierre de Maubroux à Genval (architecte inconnu, 1923).

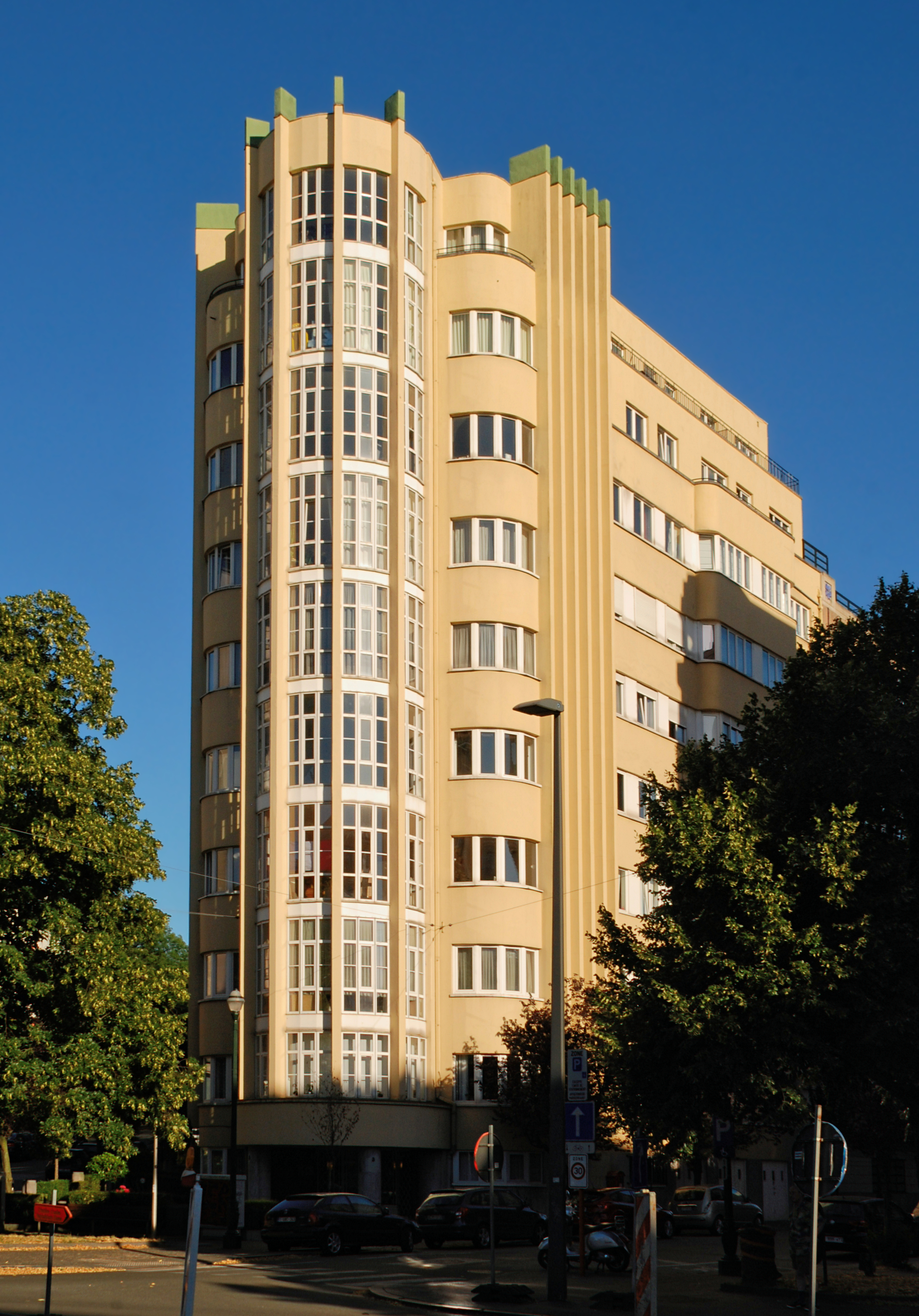
Résidence Ernestine
(Jean-Florian Collin, 1936).

- 1923 église Saint-Pierre de Maubroux à Genval (architecte inconnu)
- 1924 église Notre-Dame de Zonnebeke (Huib Hoste)
- 1925-1928 église Sainte-Suzanne de Schaerbeek (Jean Combaz)
- 1928-1936 église du Sacré-Cœur et Notre-Dame-de-Lourdes et Mémorial Interallié à Cointe (Joseph Smolderen)
- 1930 église Saint-Vincent-de-Paul à Anderlecht, chaussée de Ninove 367 (Jos Smolderen)
- 1930-1932 église Saint-Jean-Baptiste de Molenbeek-Saint-Jean (Joseph Diongre)[12]
- 1932 église Saint-Augustin de Forest, place de l'Altitude 100 (Léon Guiannotte et André Watteyne ; église combinant modernisme et Art déco)
- 1938-1951 église Sainte-Alène, à Saint-Gilles (Roger Bastin)

### Immeubles d'habitation
Les immeubles d'habitation font leur apparition sur la scène moderniste belge en 1928-1929 avec l'immeuble « Naïlis » de Victor Bourgeois.
Dans la foulée, Marcel Driesman édifiera en 1929-1932 le « Lunatheater » (devenu « Kaaitheater »), un immeuble regroupant 42 appartements, un théâtre, une buvette et un foyer, dans un style à mi-chemin entre l'Art déco et le modernisme.
L'architecte et promoteur immobilier Jean-Florian Collin est actif dès 1930 dans le domaine des immeubles à appartements, avec la construction du Palais du Congo en style Art déco. Plus tard, il construit plusieurs immeubles de style moderniste : la Résidence Belle-Vue avec Stanislas Jasinski en 1935-1938, la Résidence Ernestine en 1936 et Le Tonneau en 1938-1940. Cette série perdurera, bien au-delà du modernisme des années 1930, jusque dans les années 1970 via la société Etrimo fondée par lui,,.
Suivront ensuite Sta Jasinski (à partir de 1933), Jacques Obozinski (à partir de 1935) et, enfin, Eggericx qui finira la série en beauté avec les résidences Léopold et Albert au square de Meeus.

### Édifices publics
- 1933-1939 Institut national de Radiodiffusion (INR), place Flagey à Ixelles (Joseph Diongre)
- 1937 Office des Comptes-Chèques Postaux, rue de la Croix de Fer à Bruxelles (Victor Bourgeois)
- 1939 Maison communale de Woluwe-Saint-Lambert (Tomberg) (Joseph Diongre)
- 1939 Maison communale d'Evere (Robert Rousseau)

### Maisons particulières
À bien y regarder, ce sont finalement les maisons particulières qui forment le trait d'union entre l'architecture moderniste belge des années 1920 et celle des années 1930, grâce aux réalisations de Victor Bourgeois, Huib Hoste, Louis-Herman De Koninck et Jacques Obozinski.
Le square Coghen à Uccle offre un ensemble impressionnant, et réputé, de maisons modernistes enduites et peintes en blanc ou en gris clair, édifiées principalement par les architectes Louis-Herman De Koninck (nos  75 à 87), Pierre Verbruggen (nos  21, 28, 30, 32, 34, 36, 38, 40, 42, 44, 46, 48, 53) et J. Reuter (16, 18, 20, 22, 41, 43, 45).

## Architectes et urbanistes modernistes

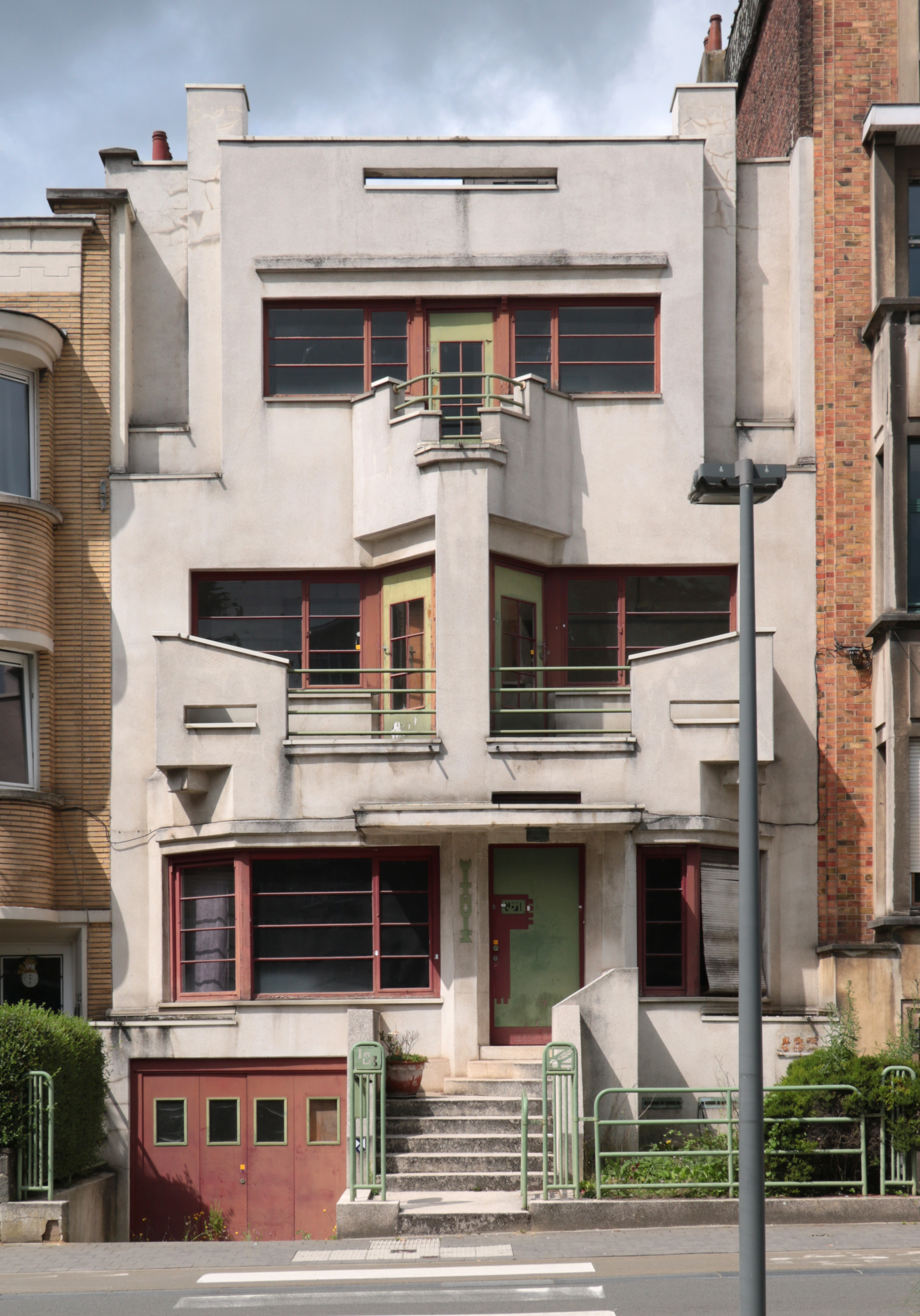
Withuis (Joseph Diongre, 1927).

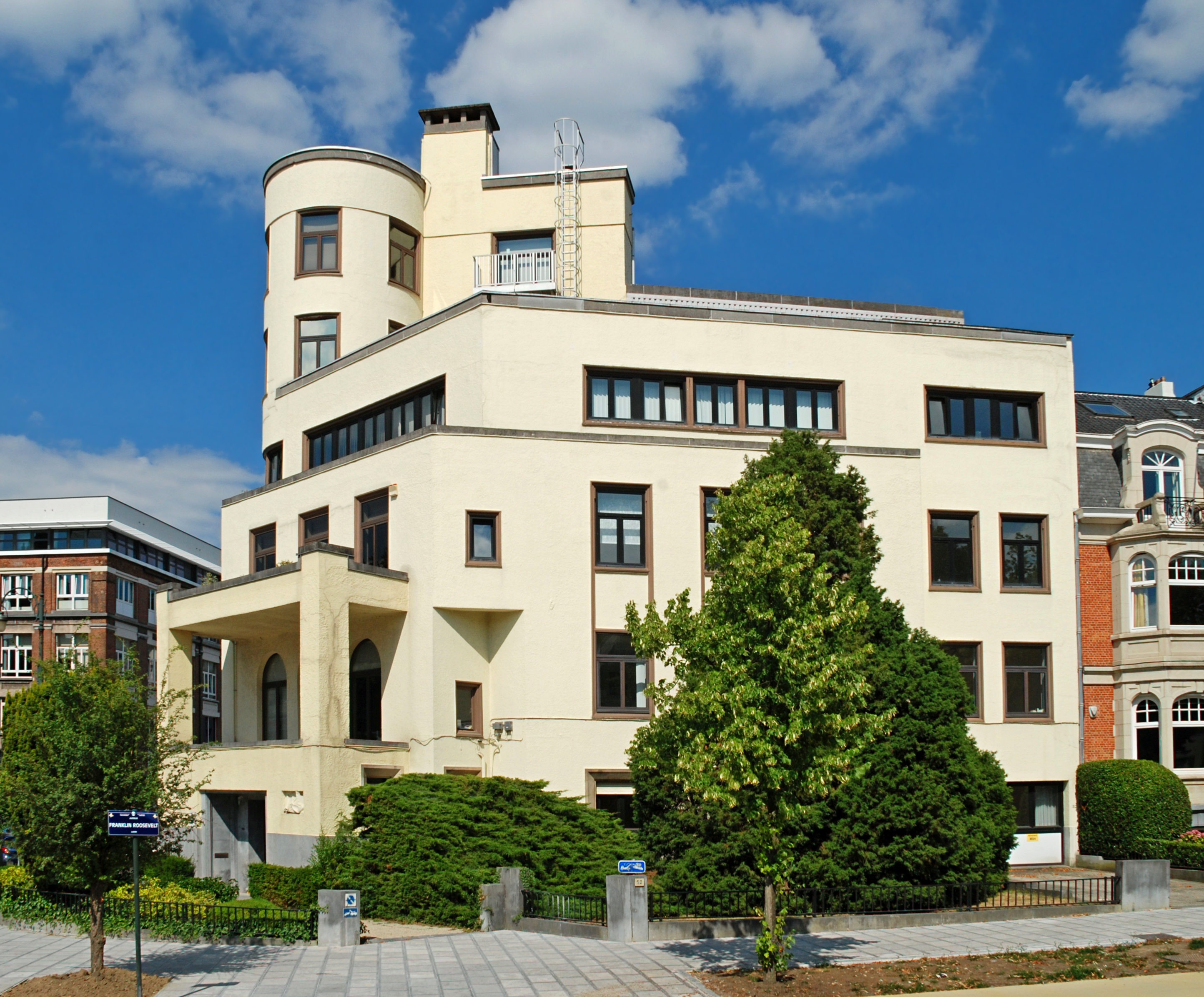
Maison Blomme
(Adrien Blomme, 1928).

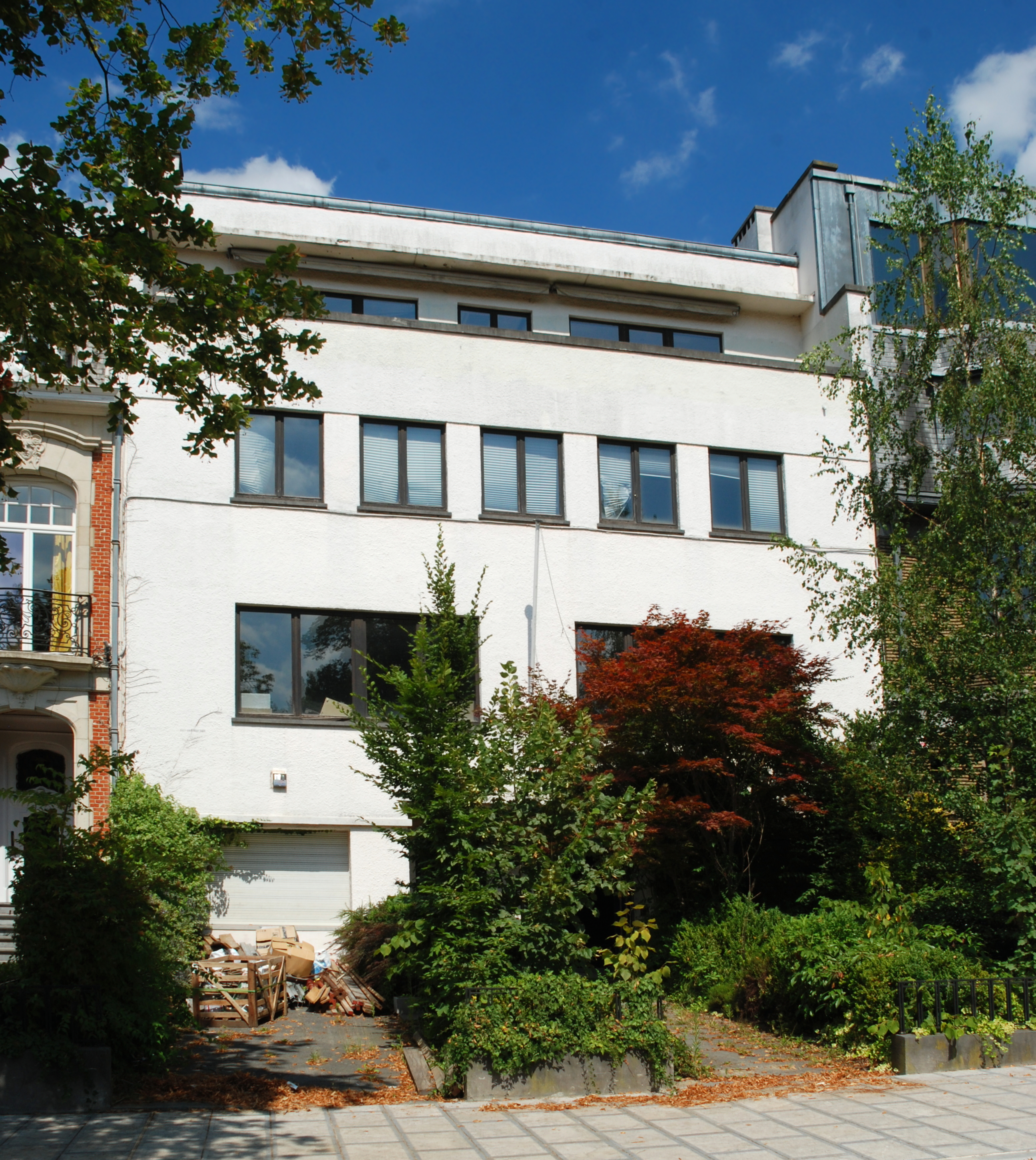
Maison Émile Janson
(Jacques Obozinski, 1928).

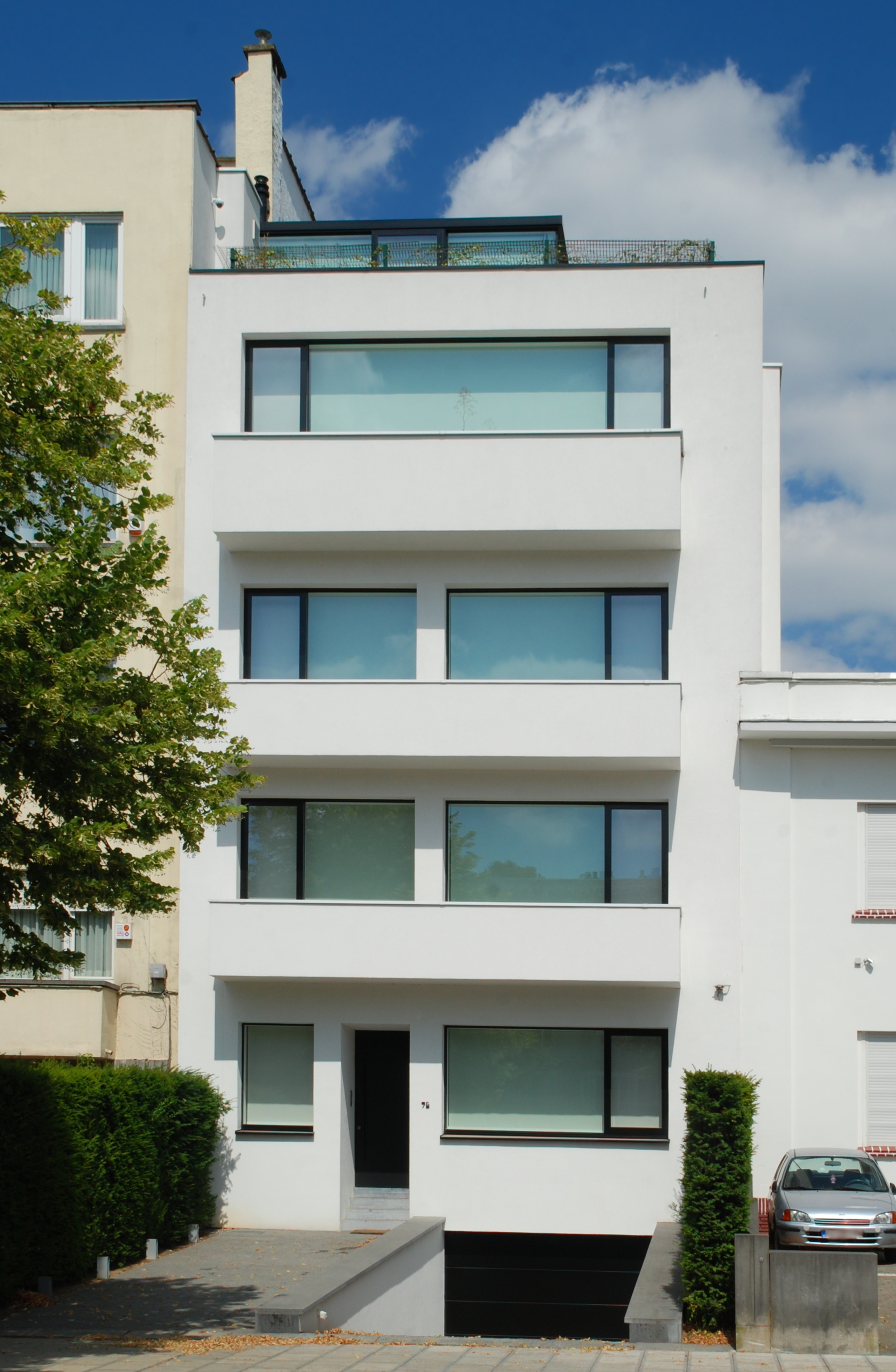
Maison Henoul
(Édouard Taelemans, 1928).

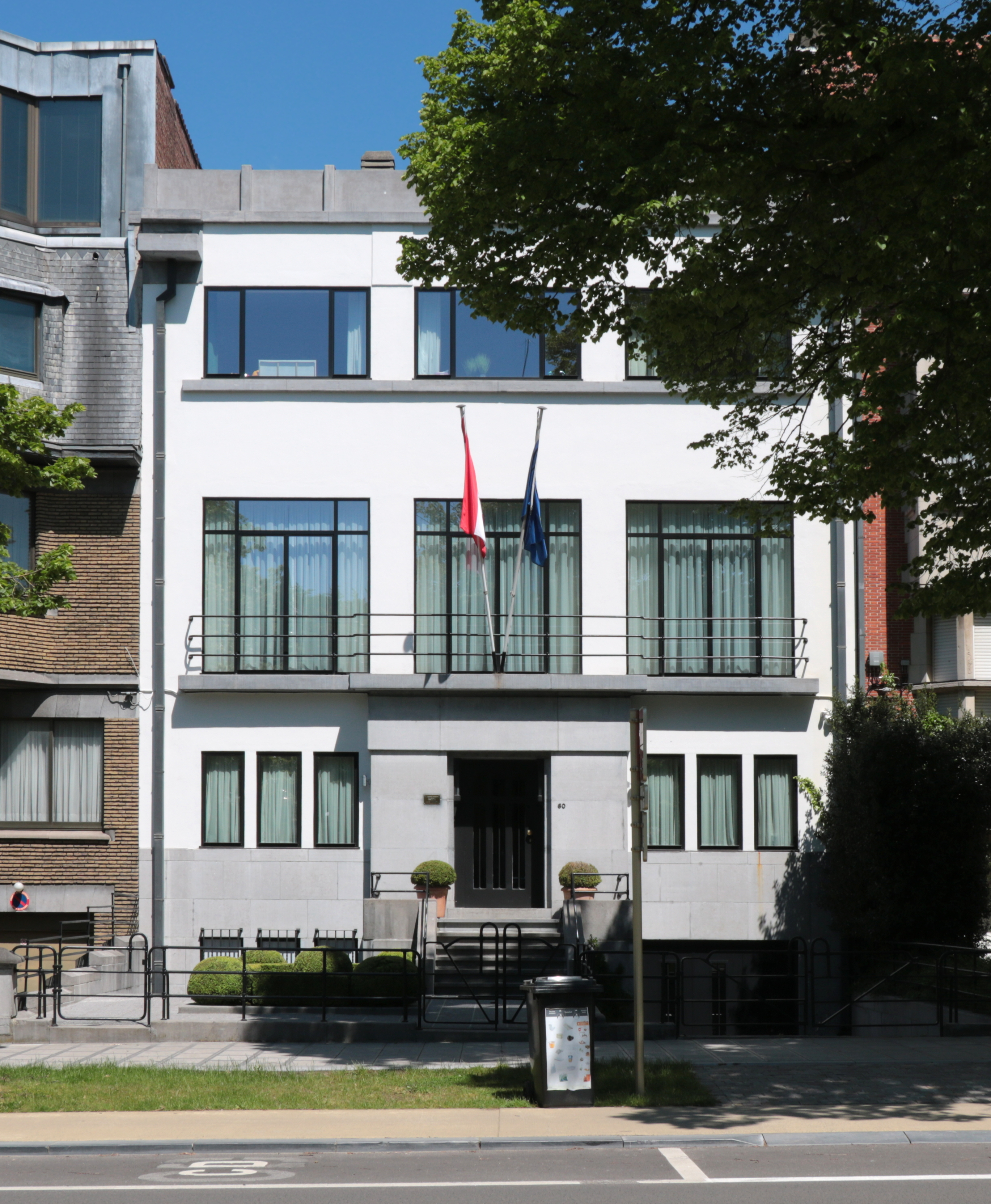
Maison Cohen
(Henry Van de Velde et Sta Jasinski, 1928-1929).

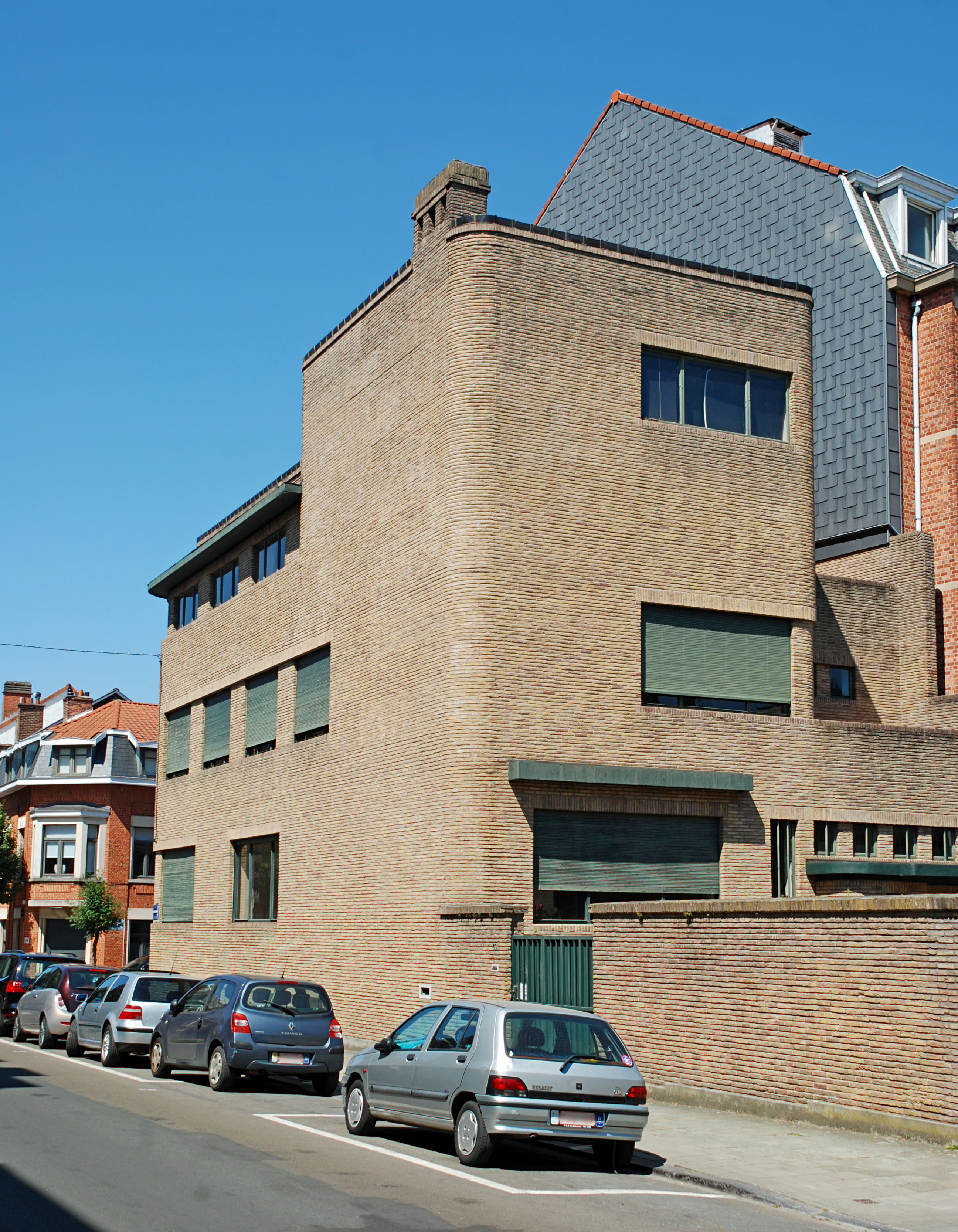
Maison Wolfers
(Henry Van de Velde, 1929).

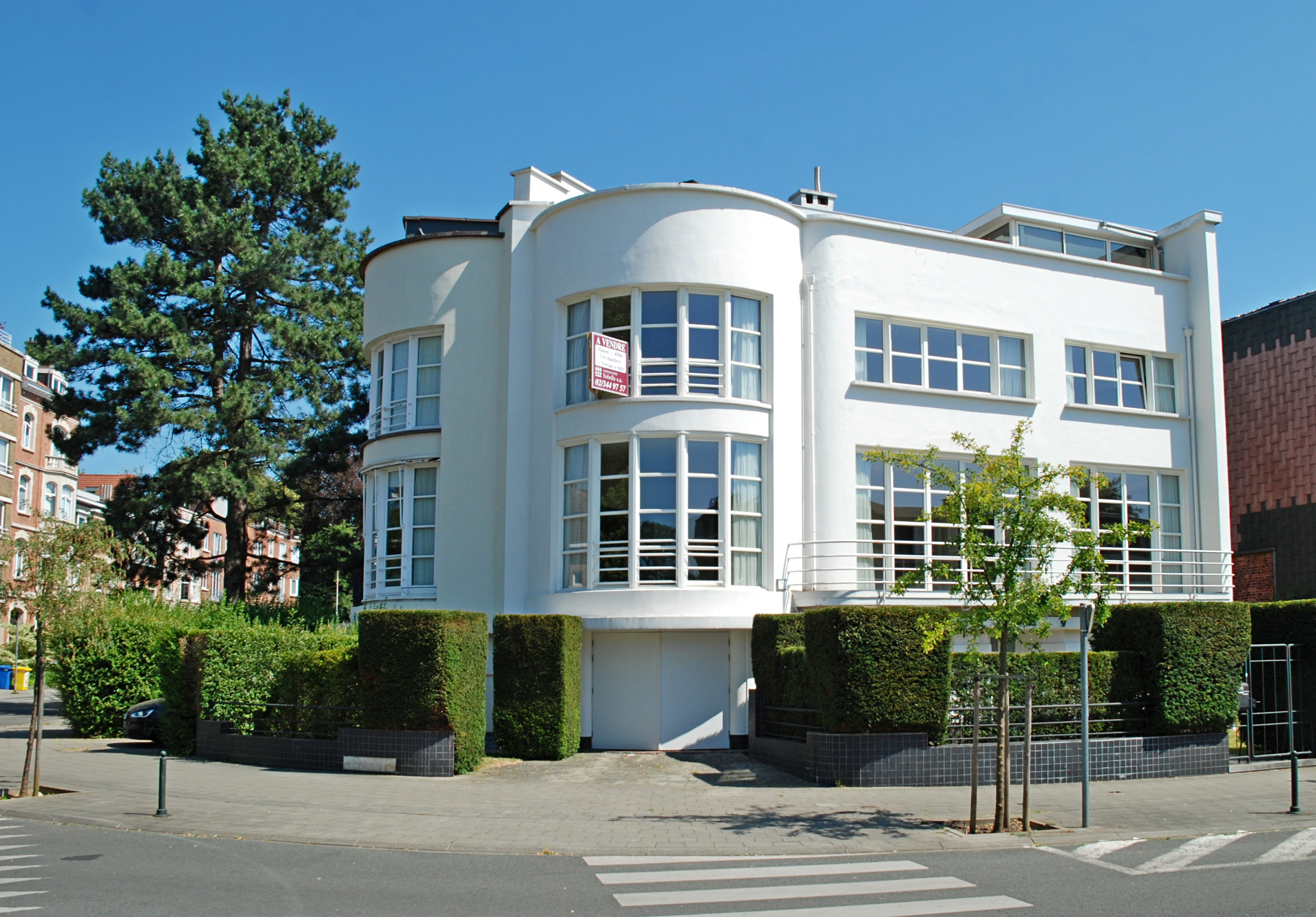
Avenue Nestor Plissart 34
(Jean De ligne, 1931).

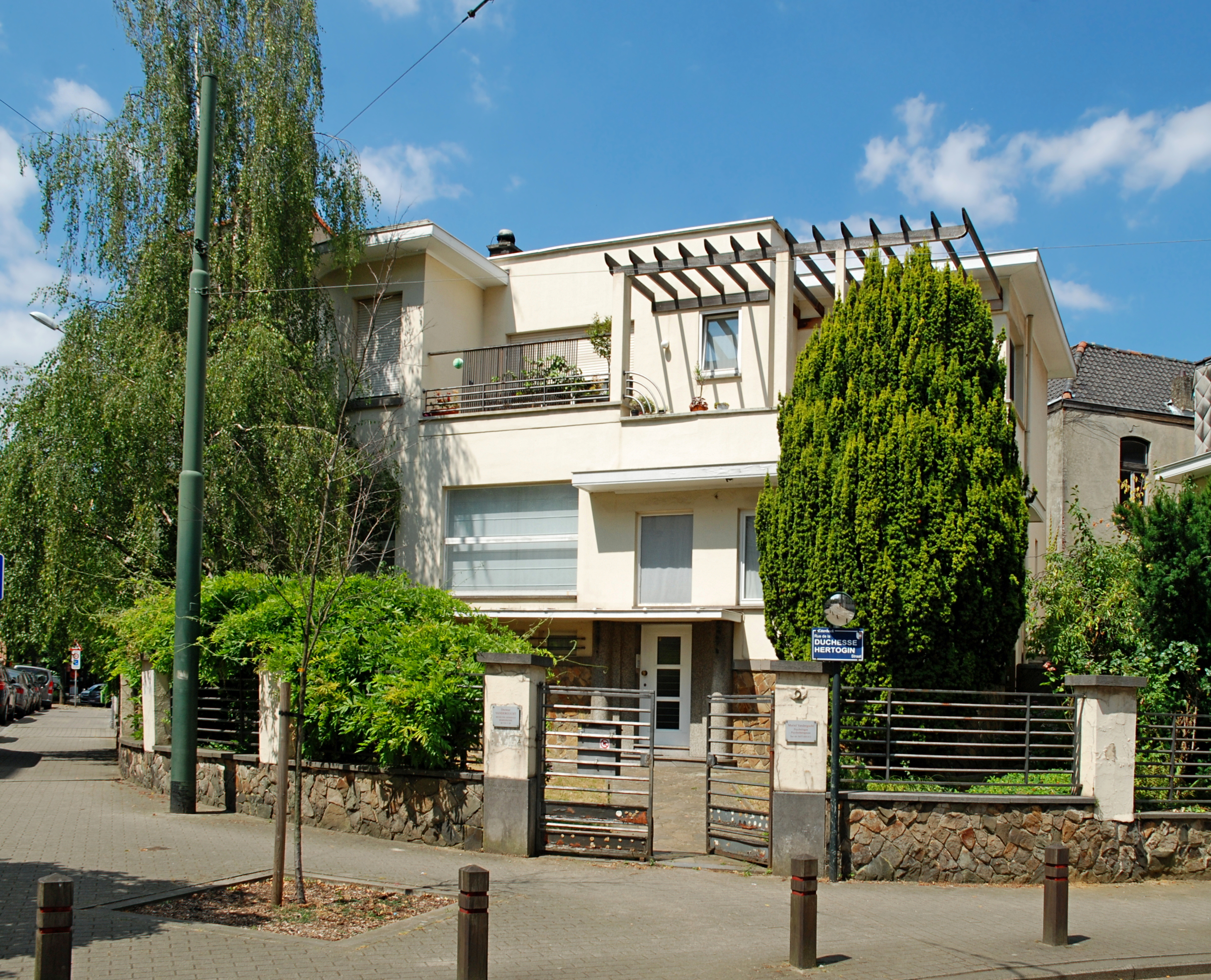
Rue de la Duchesse 2
(Govaerts et Van Vaerenbergh, 1932).

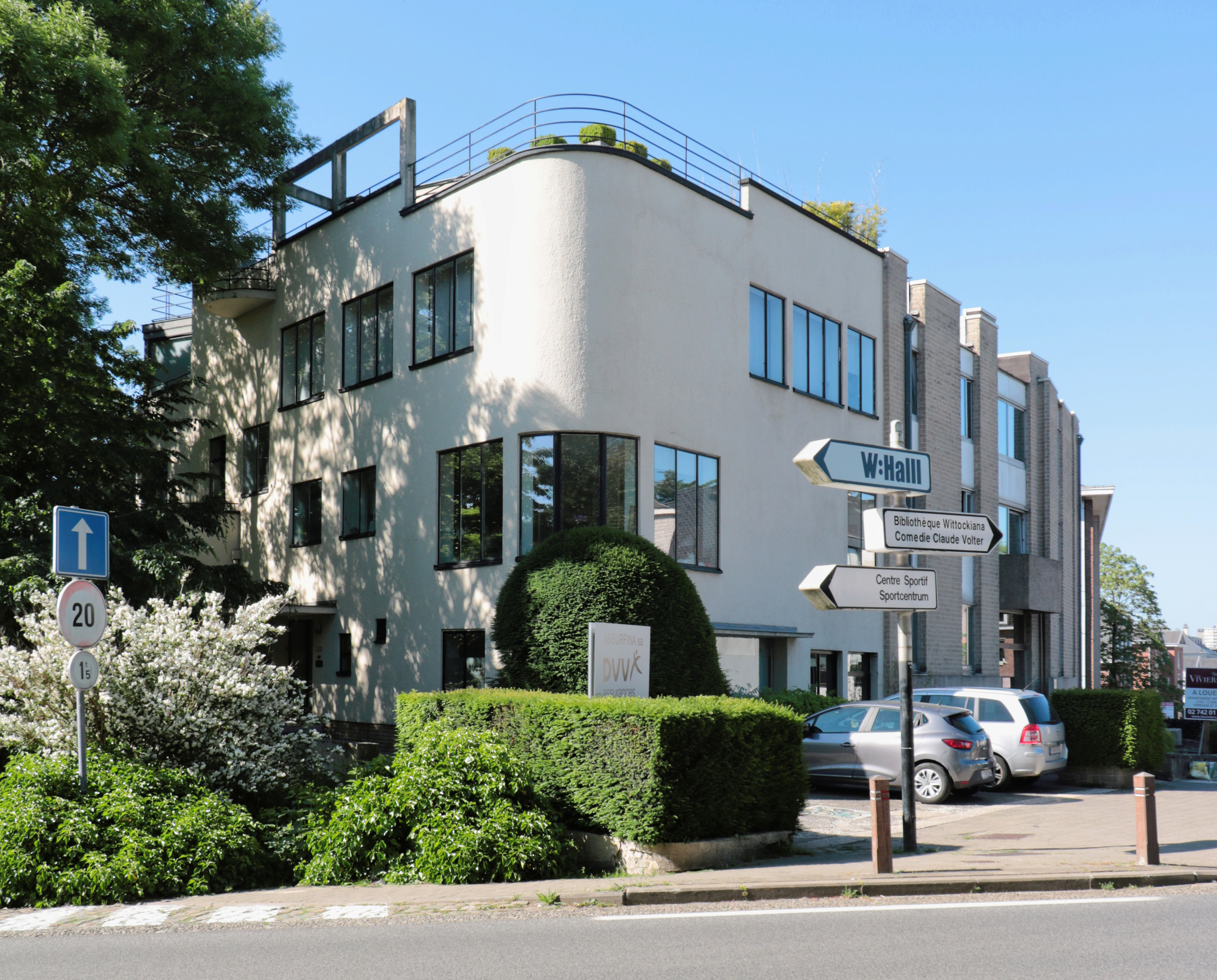
Maison Gombert
(Huib Hoste, 1933).

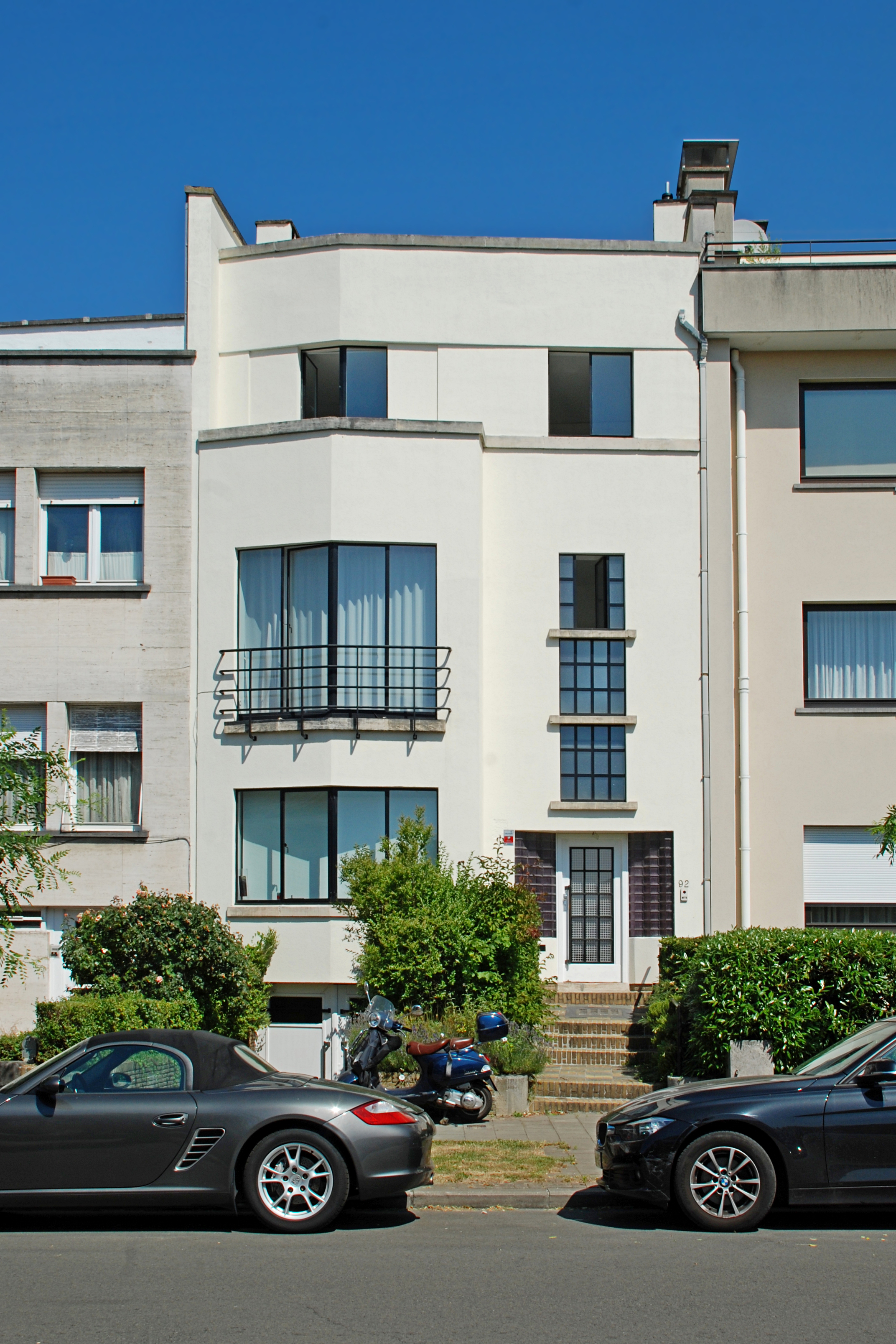
Maison-atelier du peintre Jean Borin
(Jacques Obozinski, 1933).

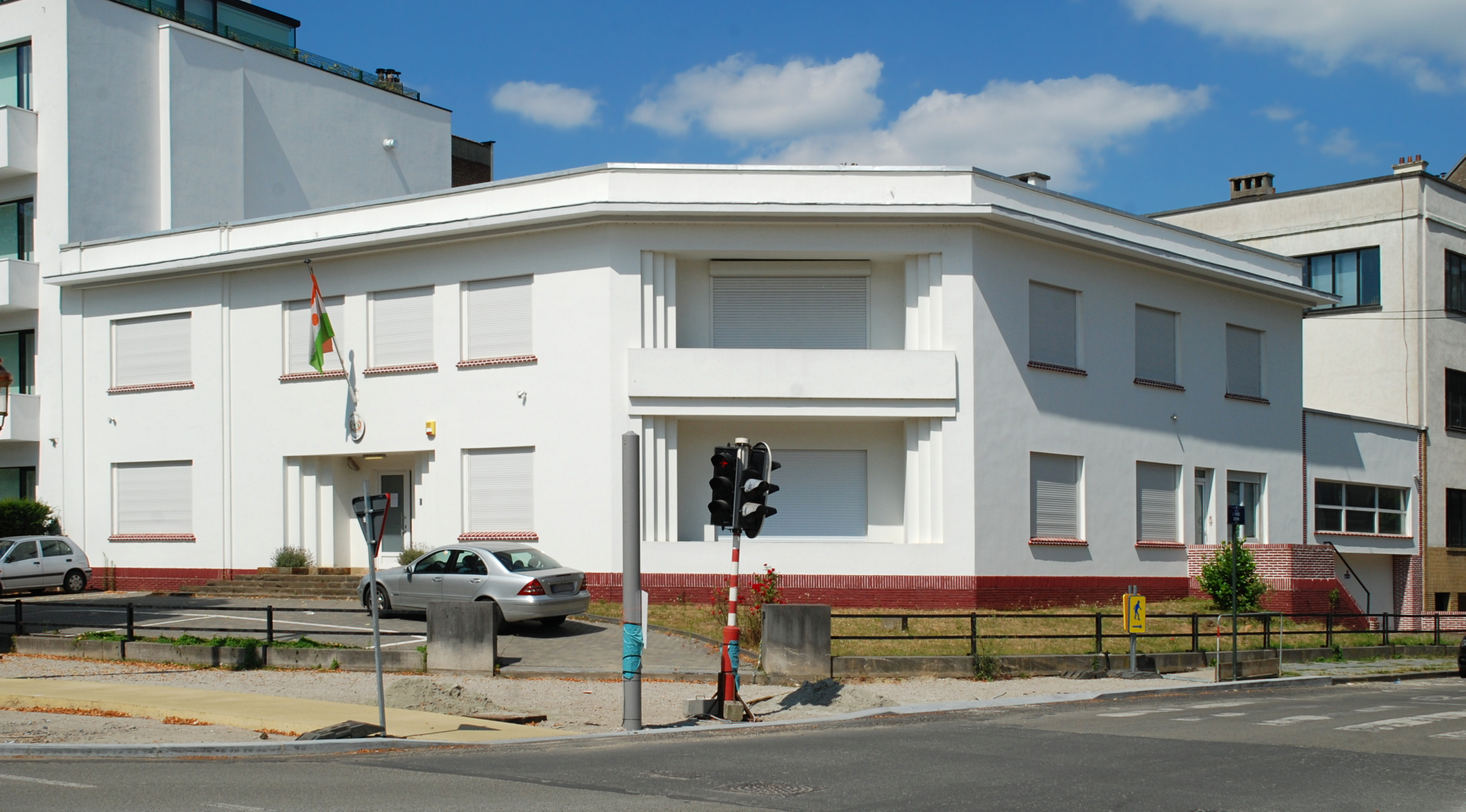
Maison Julius Hoste
(René Théry et J. de Wit van der Hoop, 1934).

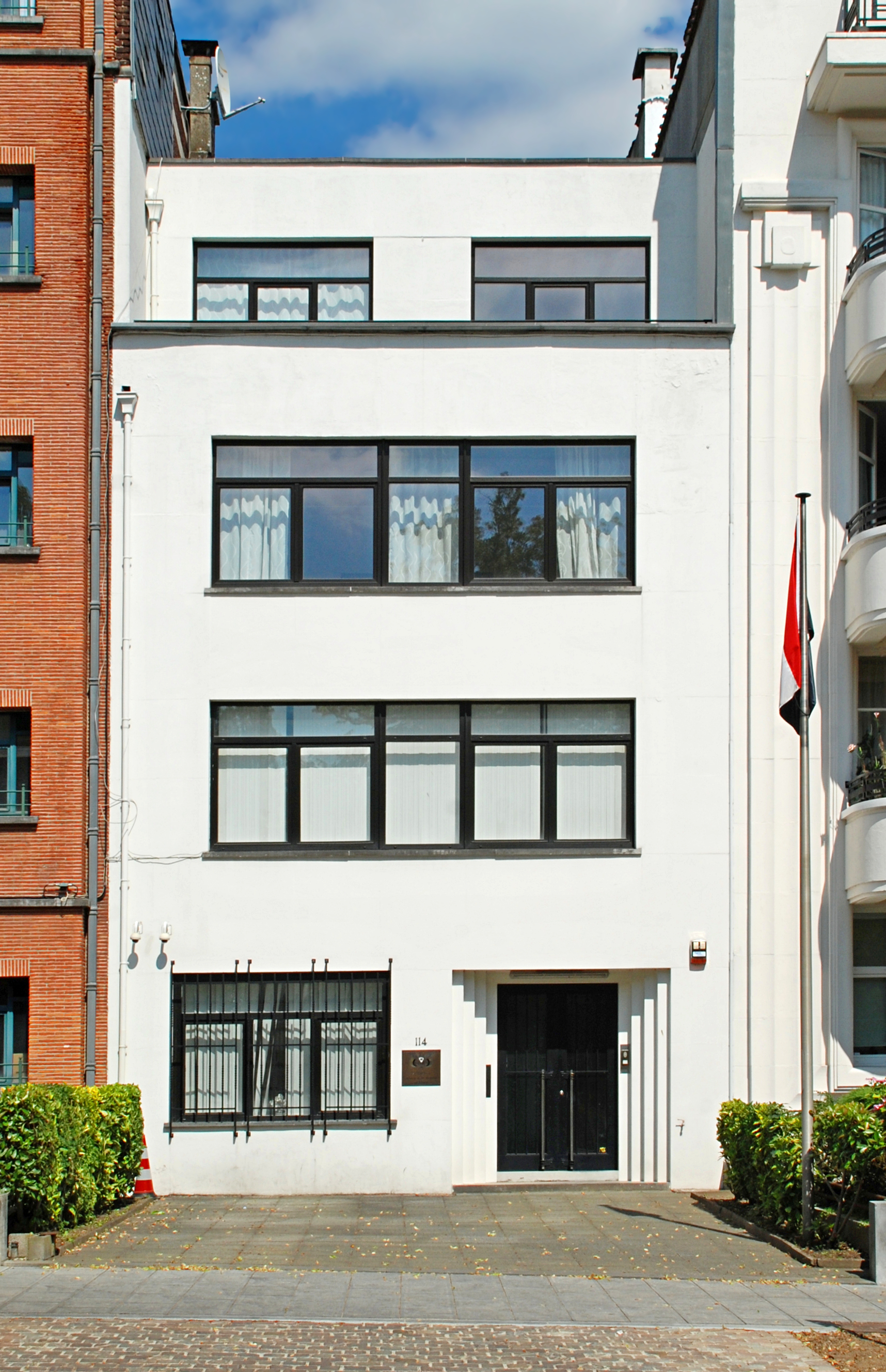
Avenue Roosevelt 114
(Maurice Uyttenhoven, 1935).

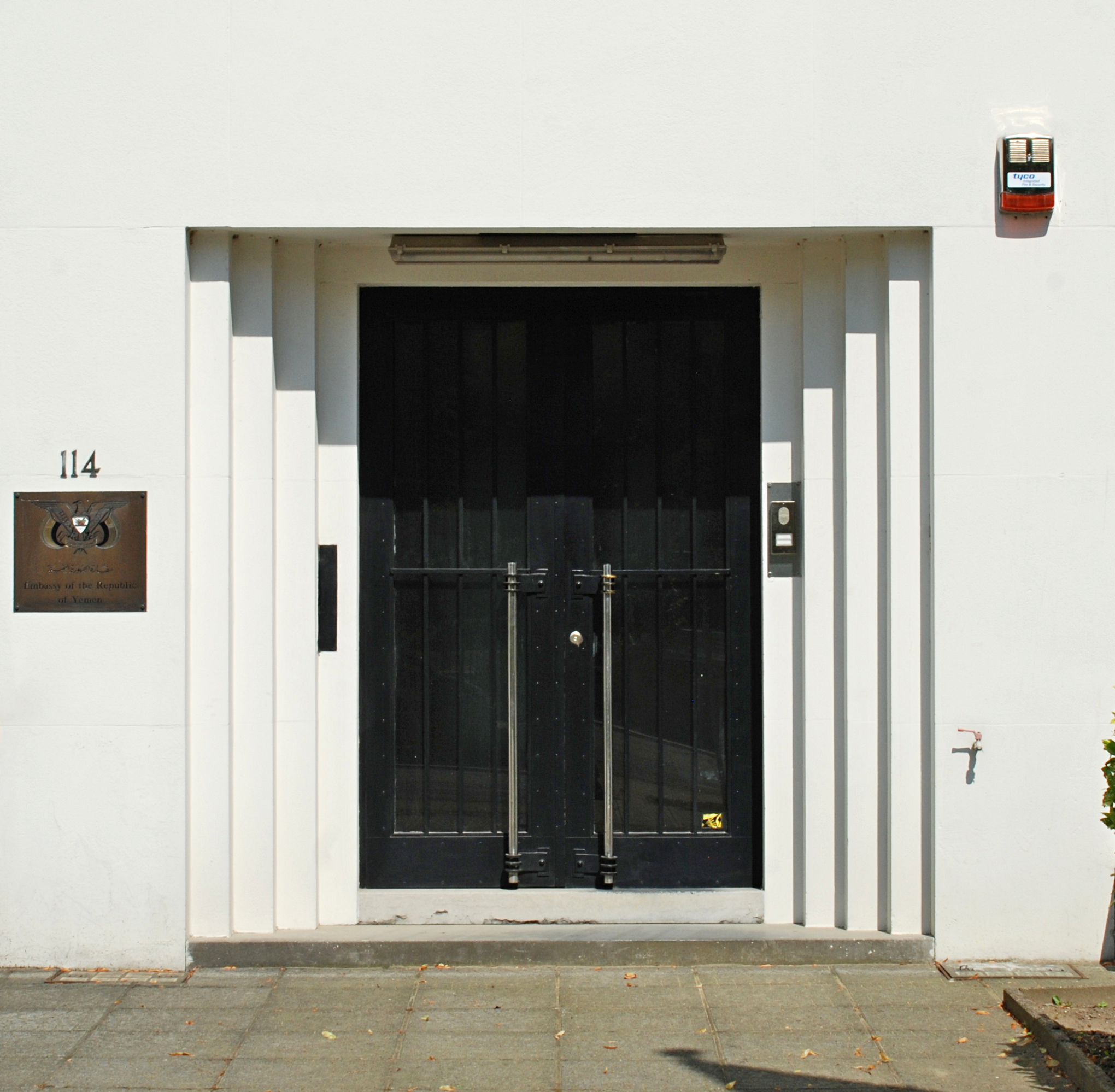
Avenue Roosevelt 114
(Maurice Uyttenhoven, 1935).

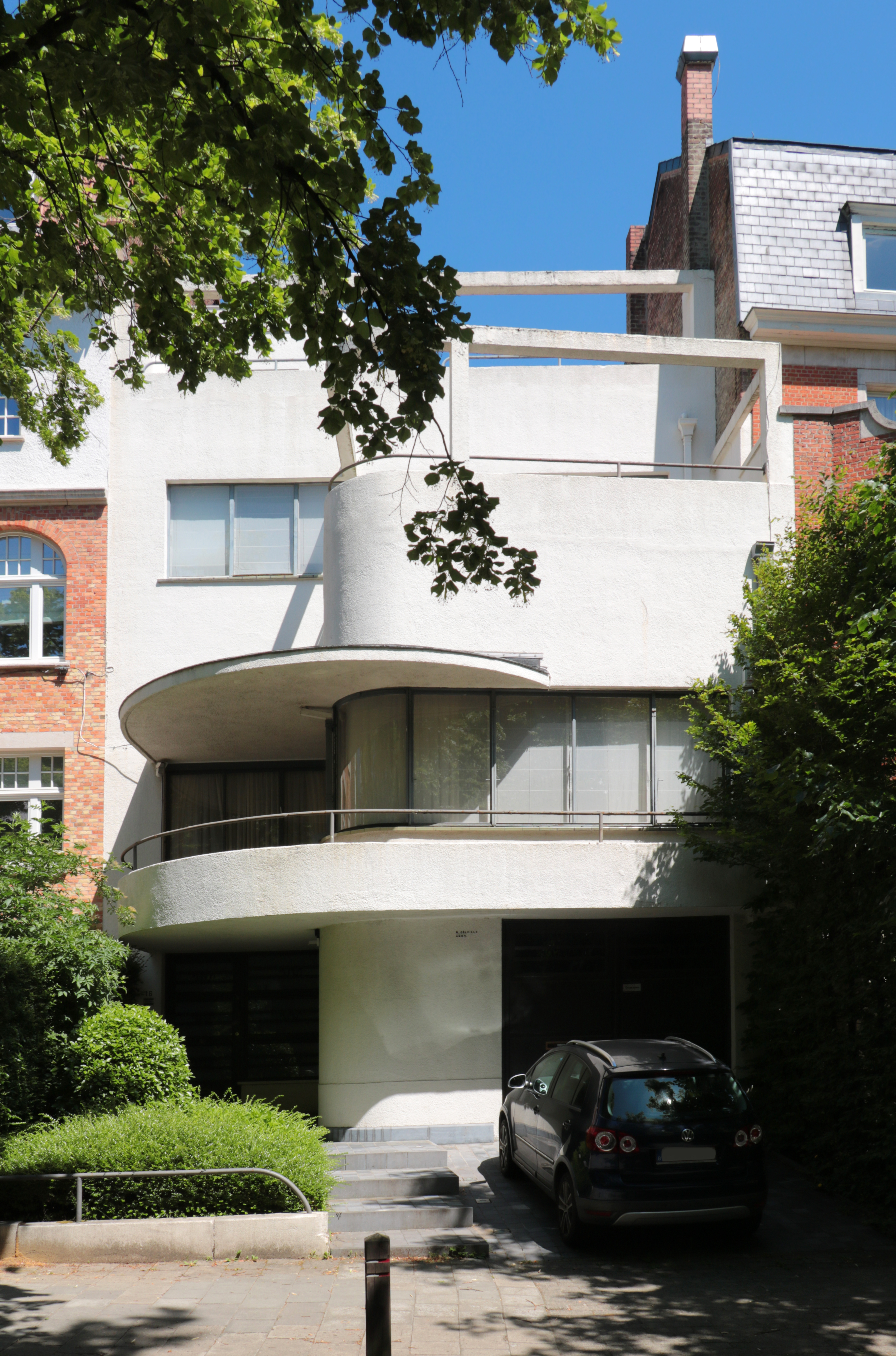
Maison des Terrasses
(Raphaël Delville, 1935).

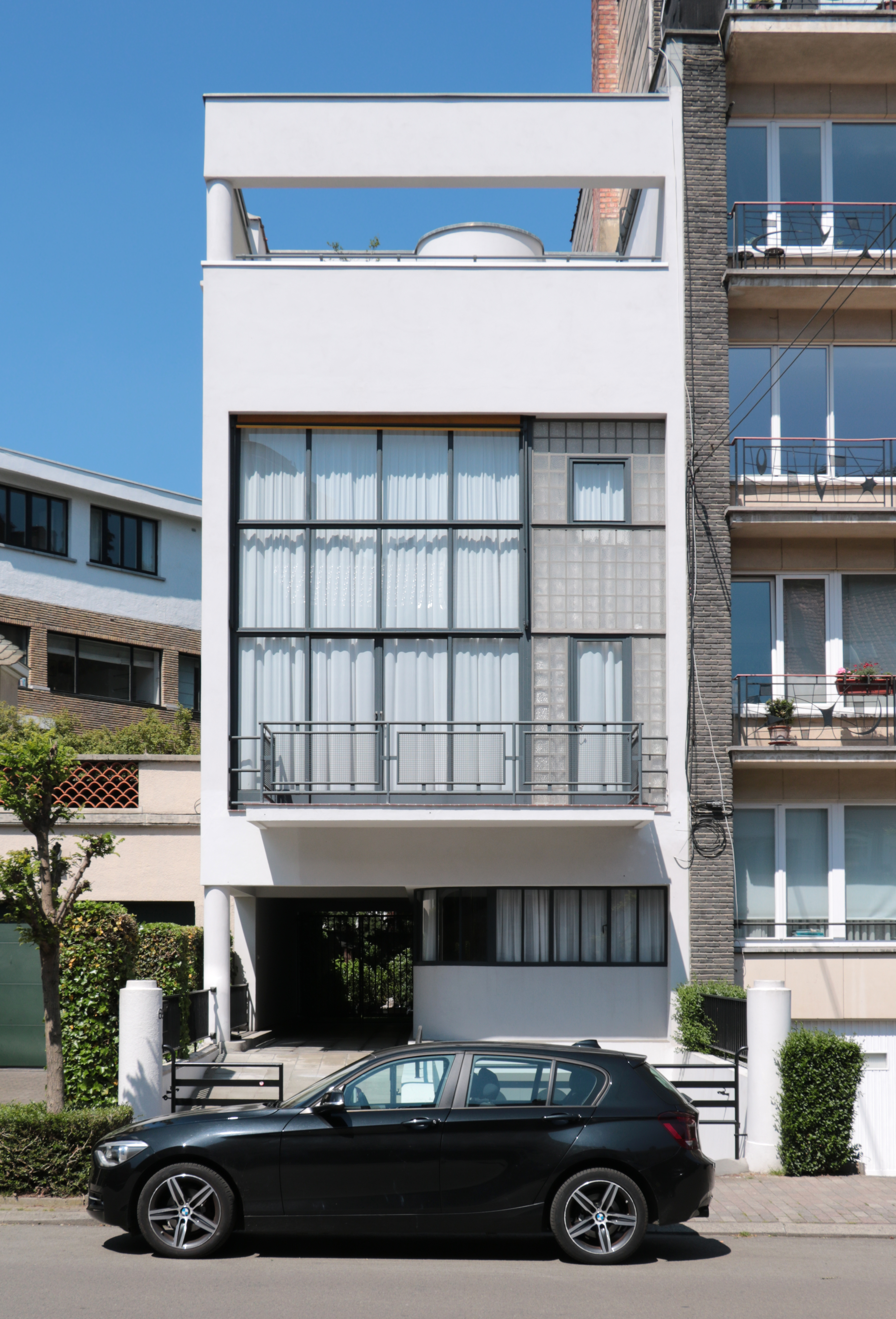
« Maison de Verre »
(Paul-Amaury Michel, 1935-1936).

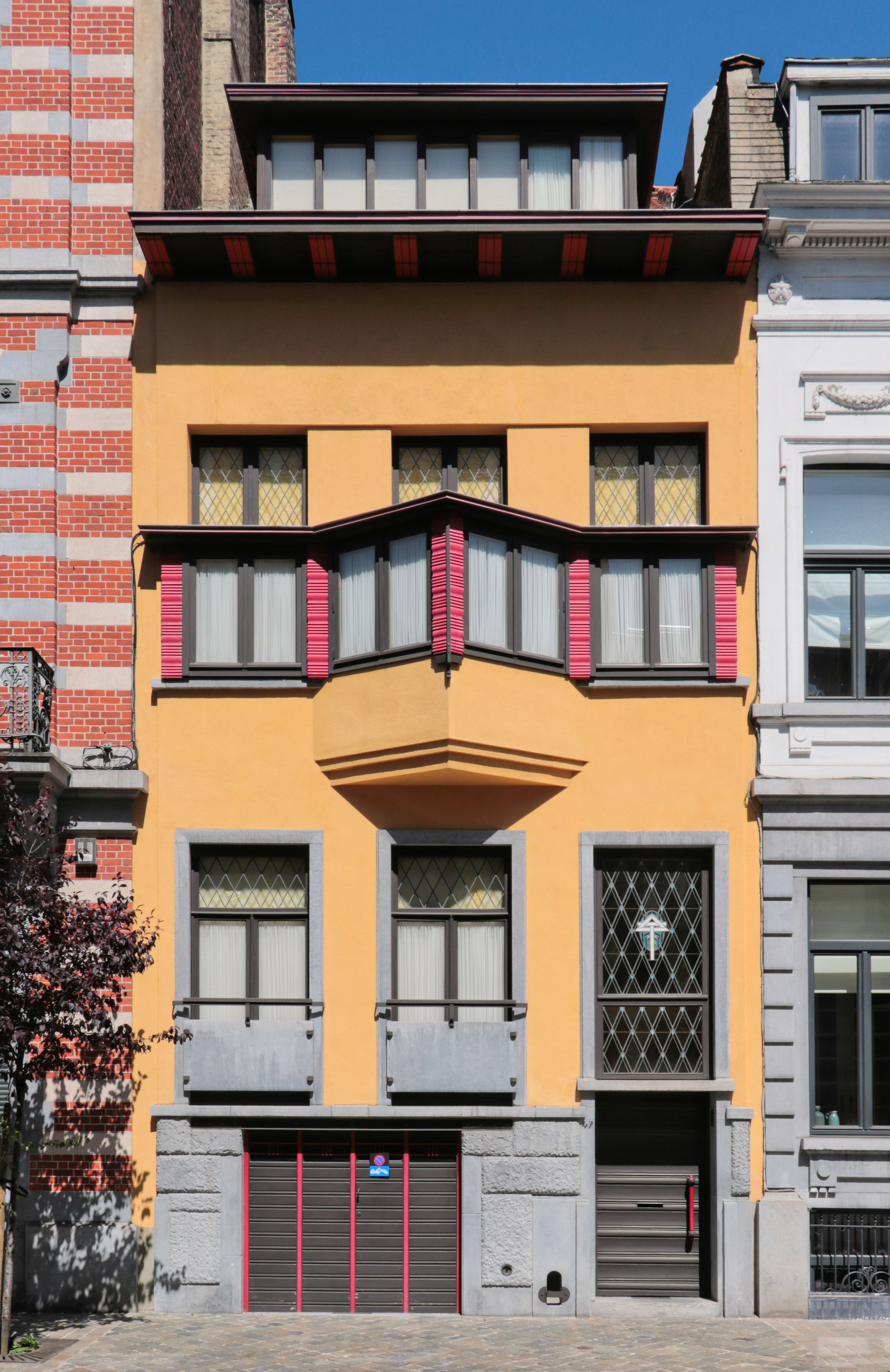
Maison personnelle de l'architecte Antoine Pompe (1937).

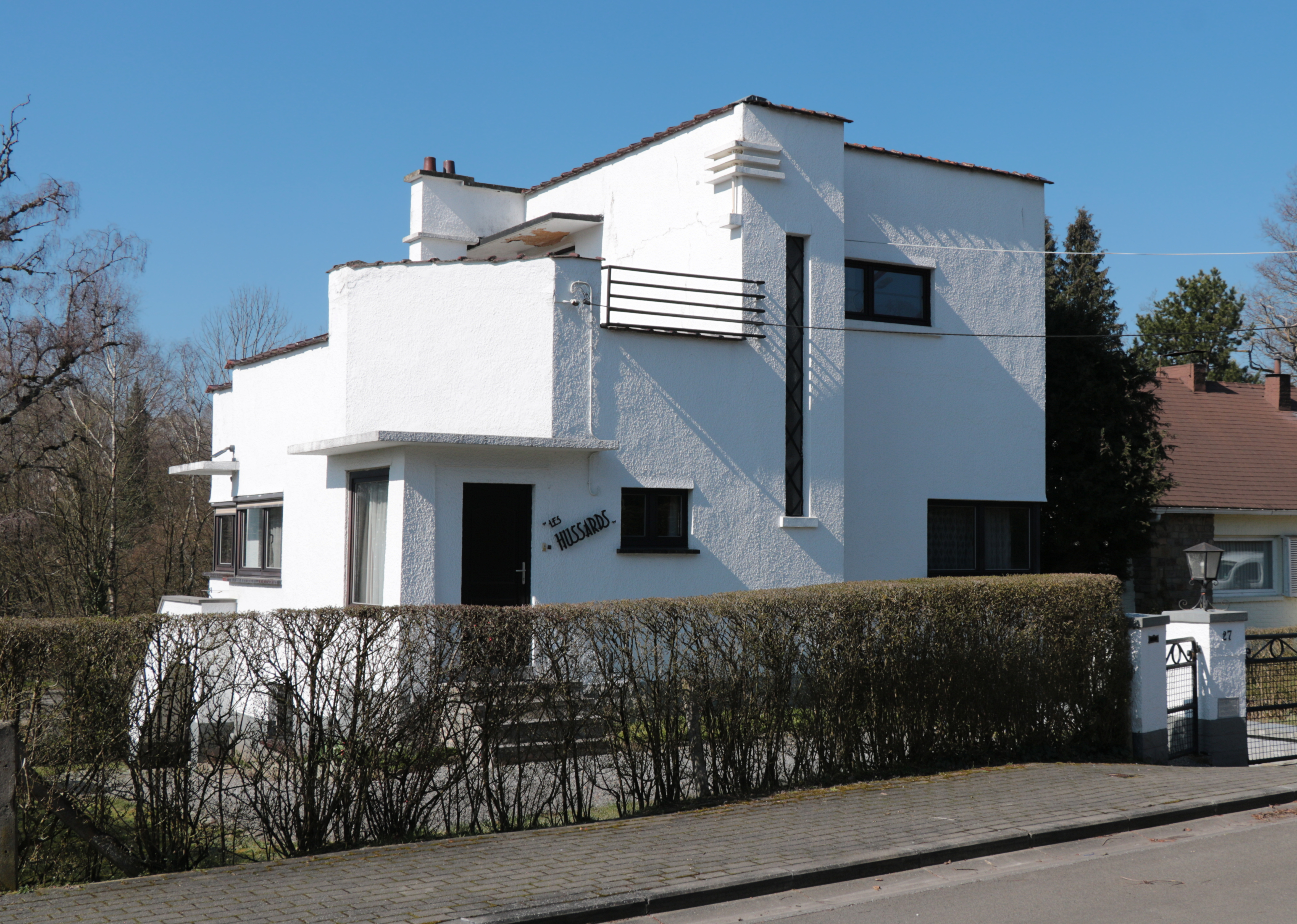
Villa Les Hussards
(L. Pierrard, Rixensart).

Voici la liste des architectes (et urbanistes) modernistes belges, classés en fonction du début de leur production moderniste.
Ne sont mentionnées ici que leurs réalisations modernistes, à l'exclusion de leurs éventuelles réalisations Art déco.
Nous renvoyons aux articles détaillés pour plus de sources et de références.

### Urbaniste
- 1921 Louis Van der Swaelmen

1921-1928 Cité Kleine Rusland à Zelzate
1923-1926 Cité-jardin du Kapelleveld,,,
1923-1925 Cité Moderne à Berchem Sainte-Agathe

### Architectes majeurs
- 1922 Antoine Pompe

1910 Clinique du Docteur Van Neck, rue Henri Wafelaerts 53 à Saint-Gilles (bâtiment pré-moderniste)
1922 habitation, rue des Atrébates 129 à Etterbeek
1923-1926 Cité-jardin du Kapelleveld,,
1926 Maison Stevens, avenue des Princes Brabançons 29
1928 habitation, rue Dansaert 11-13
1937 Maison personnelle de l'architecte Antoine Pompe, rue du Châtelain 47 à Ixelles
- 1922 Victor Bourgeois

1922 rue du Cubisme à Koekelberg
1922-1925 Cité Moderne (Berchem-Sainte-Agathe),
1925 Maison Bourgeois, avenue Seghers 103 à Koekelberg
1925 maison, avenue Louis Gribaumont 44
1927 Villa Mondalt, avenue Gisseleire Versé 33 à Berchem-Sainte-Agathe
1928 Maison Jespers, avenue du Prince Héritier 148 à Woluwe-Saint-Lambert
1928 Maison Blanche (Buchet), Bergensesteenweg 57 à Lot (Beersel)
1928-1929 : immeuble à appartements « Naïlis », avenue Franklin Roosevelt 74
1929 Maison Lamblot, rue Scott 12 à Uccle
1930 Maison Vogel, avenue Rogier 263 à Schaerbeek
1932 Maison Doms, rue du sillon 86 à Anderlecht
1933 Maison Chapeaux, rue Marianne 10 à Uccle
1936 Villa la Jeannerie, avenue des Trembles 33 à Rhode-Saint-Genèse
1936 transformation de la salle de fêtes Continental en cinéma Rixy, chaussée de Wavre 366-368 (devenu ultérieurement le centre socio-culturel Léopold Sédar Senghor)
1937 Office des Comptes-Chèques Postaux, rue des Croix de Fer à Bruxelles
1938-1939 Maison Charles Eliat, avenue de l'Uruguay 5
- 1922 Joseph Moutschen

1922 : maisons de la Cité-jardin du Tribouillet à Liège
1925 : siège du journal La Wallonie actuellement commissariat de Liège, rue de la Régence
1928: première maison moderniste à Jupille Liège, rue Jean Jaurès
1925-1935 : Ensemble urbanistique, Cité des Cortils à Jupille Liège
1930 : Pont-barrage de Monsin à Liège
1937 : Institut du génie Civil au Val-Benoît
1938-1939 : Institut chirurgical Jules Seeliger en style paquebot
1939 : Mémorial Albert Ier, monument à l'entrée du Canal Albert à Liège
- 1923 Huib Hoste (membre fondateur des congrès internationaux d'architecture moderne ou CIAM)

1923-1926 Cité-jardin du Kapelleveld,,
1924 Église Notre-Dame de Zonnebeke
1924 Zwart Huis (Maison Noire), Dumortierlaan 8 à Knokke
1930 Maison Haegens, Stationstraat 11 à Zelle
1933 Maison Gombert à Woluwe-Saint-Pierre,,,,
1934 Maison Panzer à Anvers
1935 Villa du Docteur Fouarge, avenue St Jean 14 à Woluwe-St-Pierre
- 1923 Jean-François Hoeben

1923-1926 Cité-jardin du Kapelleveld,,
- 1923 Paul Rubbers

1923-1926 Cité-jardin du Kapelleveld,,
- 1924 Louis-Herman De Koninck

1924 maison personnelle
1926 Maison du peintre Lenglet (Uccle)
1926 rue Capitaine Crespel 42
1927 rue Bosquet 8-8a
1929-37 square Coghen 75 à 87, à Uccle
1929 Maison Haverbeke, avenue Brassine
1930 Cité-Jardin du Tribouillet à Liège (4 maisons)
1932 Maison Dotremont, avenue de l'échevinage 3 à Uccle
1934, Villa du Docteur Ley, avenue du Prince d'Orange, Bruxelles.
1935 rue de l'Ermitage 28
1936 Maison Berteaux, avenue du Fort Jaco 59
- 1925 Jean Combaz

1925-1928 Église Sainte-Suzanne de Schaerbeek, avenue des Glycines no 30
- 1925 Jacques Obozinski

1925 chaussée de Charleroi 119 (modernisme mitigé d'Art déco)
1928 Maison Émile Janson, avenue Franklin Roosevelt 56,
1932 Maison-atelier du peintre Jean Borin, avenue Nestor Plissart 92 à Woluwe-Saint-Pierre
1935 Immeuble à appartement, avenue Montjoie 127 à Uccle (avec Jasinski)
1949 Immeuble de bureaux à l'angle de l'avenue Louise 194 et de la rue Paul Spaak 34
- 1926 Joseph Diongre

1926-1929 Withuis (Maison Blanche), maison de l'écrivain Jef Mennekens, avenue Charles Woeste 183 à Jette
1930-1932 Église Saint-Jean-Baptiste de Molenbeek-Saint-Jean
1933-1939 Institut National de Radiodiffusion (INR), place Flagey à Ixelles
1939 Maison communale de Woluwe-Saint-Lambert (Tomberg)
- 1927 Henry Van de Velde

1927-1928 : « La Nouvelle Maison », villa personnelle de Henry Van de Velde, à Tervuren
1928 Maison Cohen, avenue Franklin Roosevelt 60 (avec Jasinski),
1929 Maison Wolfers, rue Alphonse Renard 60
1929-30 Hôtel De Bodt, avenue Franklin Roosevelt 27-29
1933 Maison Grégoire-Lagasse, Dieweg 292 à Uccle
1933 Bibliothèque Universitaire de Gand, Sint Hubertusstraat, Gand
- 1928 Stanislas Jasinski

1928 : Maison Cohen, avenue Franklin Roosevelt 60 (avec Henry Van de Velde),
1928 : maison, boulevard des Invalides 263 à Auderghem
1933 : immeuble à appartements, avenue des Scarabées 4
1934-1939 : ancienne clinique Paul Héger, rue Héger-Bordet 1-3 à Bruxelles
1935-1938 : immeuble à appartements « Résidence Belle-Vue », avenue du Général de Gaulle 50 à Ixelles (avec Jean-Florian Collin)
1935 : immeuble à appartements, avenue Montjoie 127 à Uccle (avec Jacques Obozinski)
1935 : immeuble à appartements, avenue de l'Orée 23
1936-1937 : immeuble à appartements « Résidence Belvédère », avenue Louise 453
1939 : immeuble à appartements « Le Tonneau » , avenue du Général de Gaulle 51 (avec Jean-Florian Collin)
- 1928 Adrien Blomme

1928 : Maison Blomme, avenue Franklin Roosevelt 52 à Bruxelles,
- 1928 Édouard Taelemans

1928 : Maison Henoul, avenue Franklin Roosevelt 76 à Bruxelles (premier prix d'architecture Van de Ven en 1930),
- 1929 Marcel Driesman

1929-1932 : « Lunatheater » (actuel « Kaaitheater »), place Sainctelette 20 à Bruxelles (immeuble regroupant 42 appartements, un théâtre, une buvette et un foyer ; réalisé par Driesman dans un style à mi-chemin entre l'Art déco et le modernisme)
- 1930 Fernand Bodson

1930 Atelier d'artiste, rue Paul Spaak 2-4 à Ixelles
1930 Cité-Jardin du Tribouillet à Liège (6 maisons)
1934 « Loge du Droit Humain », rue de l'Ermitage 86 à Ixelles
- 1930 Jean-Jules Eggericx

1930 Studio Logis
1935-1937 immeuble à appartements « Résidence Léopold », square de Meeus 22
1938-1940 immeuble à appartements « Résidence Albert », square de Meeus 23
- 1930 Léon Emmanuel Govaerts et Alexis Van Vaerenbergh

1930 : avenue de Tervueren 120
1932 : rue de la Duchesse 2
1934 : avenue des Phalènes 27
1935 : avenue Franklin Roosevelt 96a
1936 : avenue Nestor Plissart 90
1938 : avenue des Abeilles 4
1938 : immeuble à appartements, avenue Louise 372
- 1930 Louis Tenaerts

1930 : maison, avenue Coghen 40 à Uccle
1930 : maison, rue de la Seconde Reine 5 à Uccle
1933 : maison, avenue Coghen 28 à Uccle
1933 : immeuble à appartement de deux étages, avenue Coghen 48 à Uccle
1933 : maison, avenue Coghen 68 à Uccle
1934 : maison, avenue Coghen 42 à Uccle
1935 : maison, rue Lincoln 3
1936 : Maison Labarre, rue Gossart 34
- 1930 Léon Guiannotte

1930 : maison Van Oncem, avenue Franklin Roosevelt 106 à Bruxelles
1932 : église Saint-Augustin de Forest, place de l'Altitude 100 (Léon Guiannotte et André Watteyne)
- 1932 Jean-Florian Collin

1932-1934 : immeuble à appartements, avenue des Scarabées 20-22
1935-1938 : immeuble à appartements « Résidence Belle-Vue », avenue du Général de Gaulle 50 à Ixelles (avec Jasinski)
1935 : immeuble à appartements, rue Jean-Baptiste Colyns 1
1935 : immeubles à appartements, avenue de l'Orée 19 et 21
1935 : immeuble à appartements, avenue des Phalènes 34
1936 : immeuble à appartements « Résidence Ernestine », rond-point de l'Étoile 3,
1937 : immeuble à appartements, avenue des Phalènes 32
1938 : maison, avenue Eugène Godaux 4
1939 : immeuble à appartements « Le Tonneau » , avenue du Général de Gaulle 51 (avec Sta Jasinski)
1947 : immeuble à appartements, rue Émile Claus 13
- 1935 Groupe l'Équerre

1937 : Cité-Jardin du plateau des Trixhes à Flémalle-Haute
1937 : Plaine de jeux Reine Astrid à Liège (quartier de Coronmeuse)
1938 : Plan d'ensemble de l'Exposition internationale de l'eau, en collaboration avec Le Corbusier
- 1935-36 Paul-Amaury Michel
  - 1935-36 : « Maison de Verre », rue Lejeune 69 à Uccle[52] (prix « Van de Ven » 1937[16])
- 1936 Jean Moutschen

réalisations du groupe l'Équerre
1936 : lycée Léonie de Waha (1936-1938), boulevard d'Avroy, à Liège.
1939 : Palais des Fêtes de la Ville de Liège
- 1950 Groupe EGAU

1951 : Complexe de logements de Droixhe
1958 : Gare des Guillemins, place des Guillemins à Liège

### Architectes mineurs
- 1925 Victor Servranckx (peintre par ailleurs et architecte à ses heures) : rue du Chapitre 3 à Anderlecht[53]
- 1927 Jan Albert De Bondt : villa, Spoorweglaan 36 à Saint-Nicolas (Flandre-Orientale)
- 1929 Jan Albert De Bondt : Maison personnelle et atelier, Krijgslaan 124 à Gand
- 1929 Josse Franssen : Maison personnelle de Josse Franssen, Square Coghen 11 à Uccle[54]
- 1929-1933 Pierre Verbruggen : maisons, square Coghen 21, 28, 30, 32, 34, 36, 38, 40, 42, 44, 46, 48, 53 à Uccle[32]
- 1930-1935 J. Reuter : maisons, square Coghen 16, 18, 20, 22, 41, 43, 45 à Uccle[33]
- 1930 Jos Ramaekers : immeuble à appartements, avenue Molière 208-210
- 1930 Louis Legein : « Villa Nano Naninne », avenue Albert Dumont 26 à La Panne
- 1931 Fernand Brunfaut : Ancienne imprimerie du quotidien Le Peuple[55],[56],[57], rue Saint-Laurent 30 à Bruxelles
- 1931 Jean De Ligne : ensemble de deux maisons, avenue Nestor Plissart 34 et avenue Edouard Lacomblé 22[58]
- 1932 Albert-Charles Dusberg : centrale thermoélectrique édifiée pour l'Université de Liège (rue Ernest Solvay à Liège)[59]
- 1934 J. Hanneback : rue Édouard Dekoster 17 à Evere[19]
- 1934 Georges Lapage : place de la Paix 21 à Evere[19]
- 1934 René Théry et J. de Wit van der Hoop : Maison Julius Hoste, avenue Franklin Roosevelt 78[60]
- 1935 Maurice Uyttenhoven : avenue Franklin Roosevelt 114[61]
- 1935 Henri-Julien De Ridder : Église des Saints-Pierre-et-Paul, place Peter Benoit à Bruxelles-Neder-Over-Heembeek[13]
- 1936 Josse Franssen : Maison Lichtaert, Square Coghen 9 à Uccle[62]
- 1936 Armand Lauwers : avenue Henri Conscience 143 à Evere[19]
- 1936 Jos Duijnstee : ancien immeuble de bureaux de la compagnie Rotterdamsche Verzekering Societeiten (RVS), rue Royale 284 à Bruxelles[63]
- 1936 Lucien Mazurelle : maison Mazurelle, habitation unifamiliale, boulevard Dewandre à Charleroi.
- 1937 Maurice Uyttenhoven : maison d'angle, avenue Maeterlinck 2 à Schaerbeek[64]
- 1937 Maurice Uyttenhoven : Immeuble à appartements moderniste, avenue des abeilles 1 à Bruxelles[65]
- 1937 André Haeck : maison, avenue de Sumatra 4 à Uccle
- 1937 Raoul Godfroid : maison de briques édifiée au no 470 de la chaussée de Maubeuges à Hyon dans la banlieue de Mons[66]
- 1938 Henri Wildenblanck : école primaire p. 21 d'Anderlecht (école de la cité de La Roue)[53]
- 1938 Jacques-Joseph Van Lint : École No 1, rue Édouard Stuckens 125 à Evere[19]
- 1939 René Ajoux : Immeuble La Cascade, avenue du Général de Gaulle 36 à Ixelles
- 1939 Robert Rousseau : Maison communale d'Evere, square Servaas Hoedemaekers 10[19]
- L. Pierrard : villa les Hussards, avenue des Acacias 27 à Rixensart